# Sydney
Pour les articles homonymes, voir Sydney (homonymie).
Sydney (prononcé en français /sid.nɛ/ ; en anglais /ˈsɪd.ni/ ) est la ville la plus peuplée d'Australie et du continent océanien, ainsi que la capitale de l'État de Nouvelle-Galles du Sud (mais n'est cependant pas la capitale de l'Australie, qui est Canberra). Elle est située dans le sud-est du pays, sur les rives de la mer de Tasman. Avec une aire urbaine comprenant, en 2016, une population de 4 823 991 habitants sur près de 12 300 km2, Sydney se place devant Melbourne et Brisbane pour ce qui est du nombre d'habitants. Ses habitants s'appellent les Sydneyites ou Sydneysiders en anglais et les Sydnéens en français.
Un peuplement aborigène a existé sur le site pendant plusieurs millénaires. L'explorateur James Cook accoste pour la première fois en Australie en 1770 sur le site de Botany Bay. Première des colonies européennes d'Australie, Sydney est fondée en 1788 à Sydney Cove (à l'emplacement actuel de Circular Quay) par le capitaine Arthur Phillip, commandant de la première flotte venant de Grande-Bretagne, pour en faire une colonie pénitentiaire. La découverte de gisements d'or dans l'État voisin du Victoria au début de la seconde moitié du XIXe siècle entraîne le développement de la ville. En 1920, Sydney compte plus d'un million d'habitants et s'étend bien au-delà de la baie de Port Jackson, son site initial. Pendant la Seconde Guerre mondiale, la ville sert de base pour les forces aériennes et navales alliées. En mai et juin 1942, elle est victime d'un bombardement par des sous-marins japonais qui détruisent le port.
Durant la seconde moitié du XXe siècle, Sydney devient peu à peu le cœur économique de l'Australie et le principal centre financier de l'Océanie. Barangaroo et le centre d'affaires de Sydney (plus familièrement appelé « The City » par les habitants) accueillent ainsi de nombreux gratte-ciels — la World Tower et la Sydney Tower notamment — et sièges sociaux d'entreprises, mais aussi de vastes parcs, comme Hyde Park ou les Royal Botanic Gardens. Darlinghurst est le quartier gay de la ville ; les banlieues de Woolloomooloo et Glebe, au nord du centre-ville, sont des quartiers en pleine gentrification. Sydney est en outre une destination touristique internationale, connue aussi bien pour son quartier central historique The Rocks que pour ses deux monuments principaux, l'opéra et le Harbour Bridge. Elle comprend les plus grands musées d'Australie, tels l'Australian Museum, la Galerie d'art de Nouvelle-Galles du Sud et le musée de Sydney, le zoo de Taronga et le Luna Park, l'un des plus anciens parcs d'attractions au monde.
Sydney accueille de grands événements comme les Jeux olympiques d'été de 2000 ou les journées mondiales de la jeunesse 2008. Des millions de touristes viennent chaque année pour visiter les monuments de la ville. Sydney est aussi la porte pour l'Australie pour de nombreux visiteurs. La baie de Sydney, le parc national Royal et celui de Sydney Harbour, les cathédrales anglicane Saint-André et catholique Sainte-Marie ainsi que la plage de Bondi sont des lieux d’intérêts de la ville. Sydney est le deuxième siège après Canberra du gouvernement australien, ainsi que deuxième lieu officiel de résidence du gouverneur général et du Premier ministre d'Australie. 250 langues différentes sont parlées dans la ville et un tiers des habitants parle une autre langue que l'anglais chez eux.

## Histoire

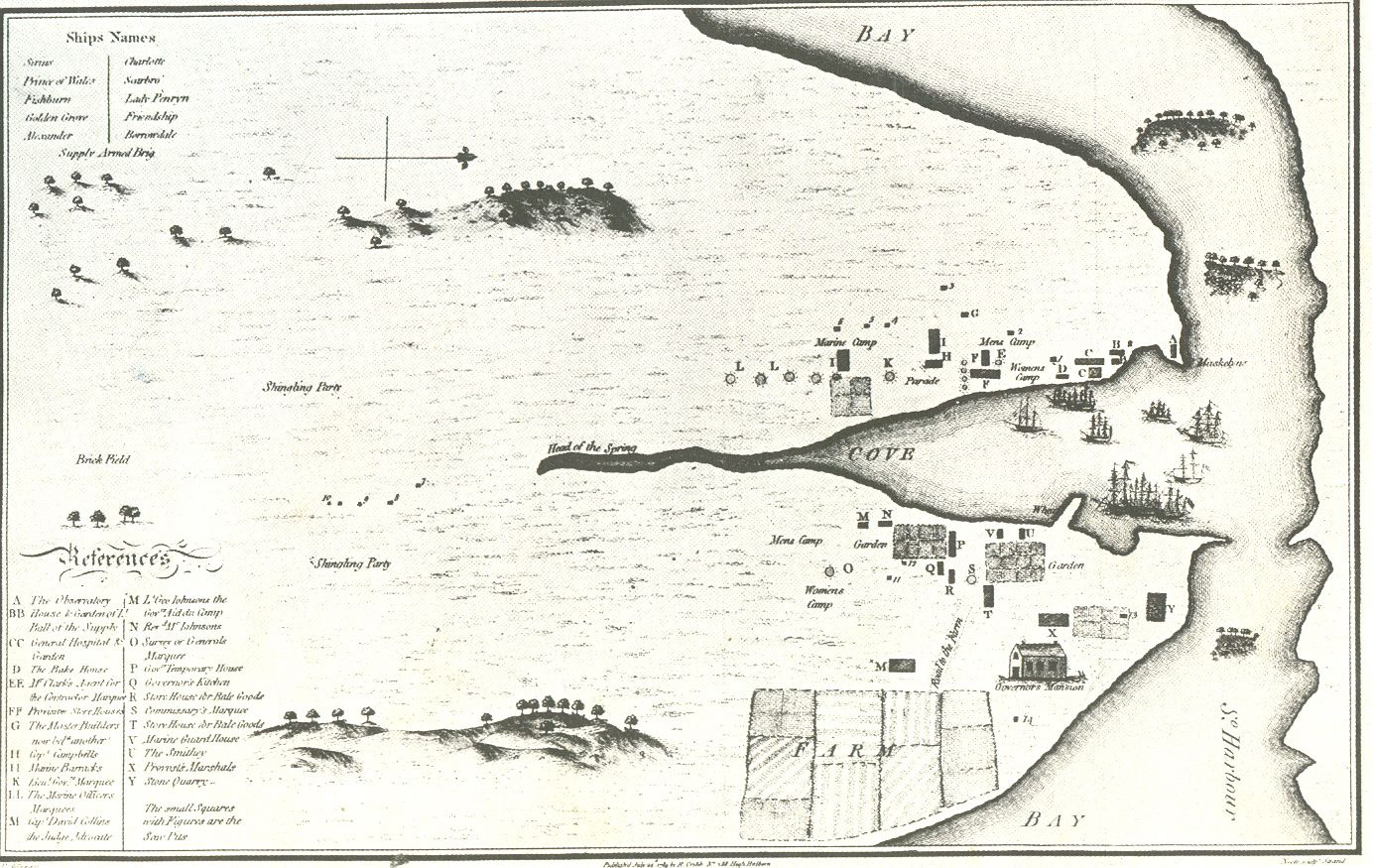
Un des premiers plans de Sydney.

À l'arrivée des premiers Européens, il y avait 4 000 à 8 000 Aborigènes vivant dans la région de Sydney. Presque toutes les traces de leur habitat ont disparu à cause de l'urbanisation ultérieure.
C'est le navigateur britannique James Cook qui aperçut pour la première fois le site de l'actuelle Sydney, qu'il nomma Port Jackson, en 1770, en l'honneur de Sir George Jackson, un des Lords Commissaires de l'amirauté britannique. En 1788, le capitaine Arthur Phillip donna à l'endroit son nom actuel (en l'honneur du ministre de l'Intérieur britannique Thomas Townshend, premier vicomte de Sydney) qu'il avait choisi pour conduire les prisonniers et établir une colonie pénitentiaire destinée aux bagnards emmenés de Grande-Bretagne dans le cadre de la déportation pénale.

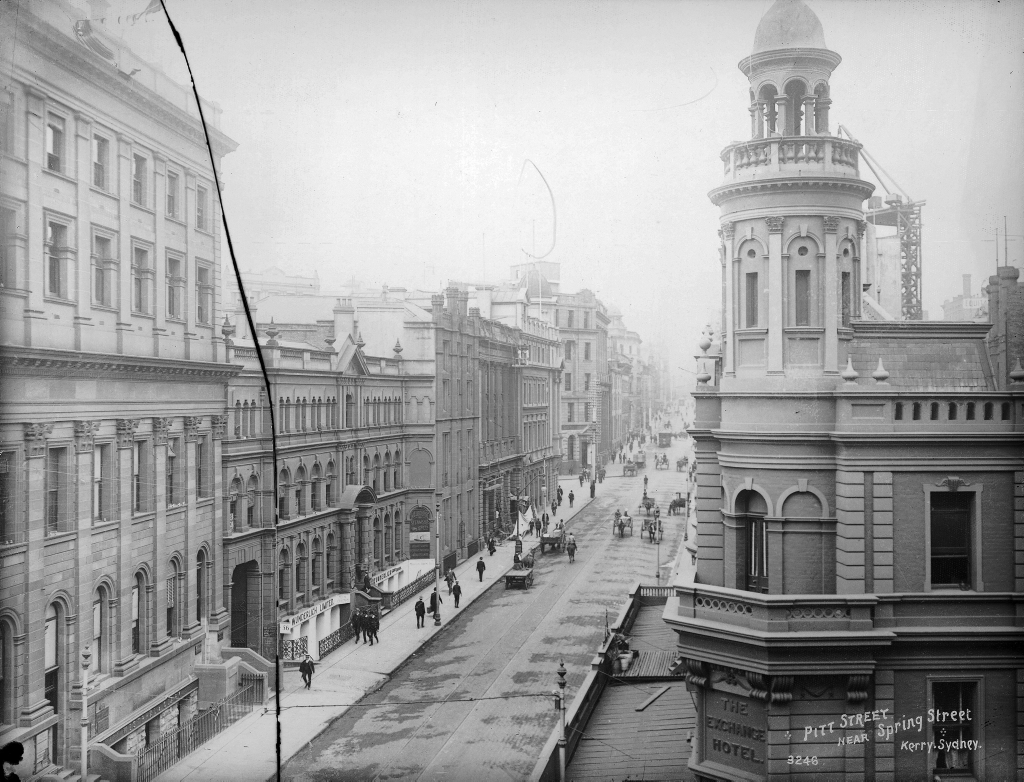
Sydney en 1900.

Des colons libres les suivent et, de 1800 à 1850, leur nombre augmenta régulièrement au fur et à mesure qu'étaient mises en valeur les richesses de la Nouvelle-Galles du Sud. En 1829, la ville comptait 16 000 habitants dont de nombreux militaires.
D'autre part, la découverte de gisements d'or dans l'État voisin du Victoria (1851) devait également favoriser la croissance spectaculaire de la ville. En 1920, on comptait plus d'un million d'habitants et le petit comptoir des origines s'était étendu bien au-delà des rivages de Port Jackson.

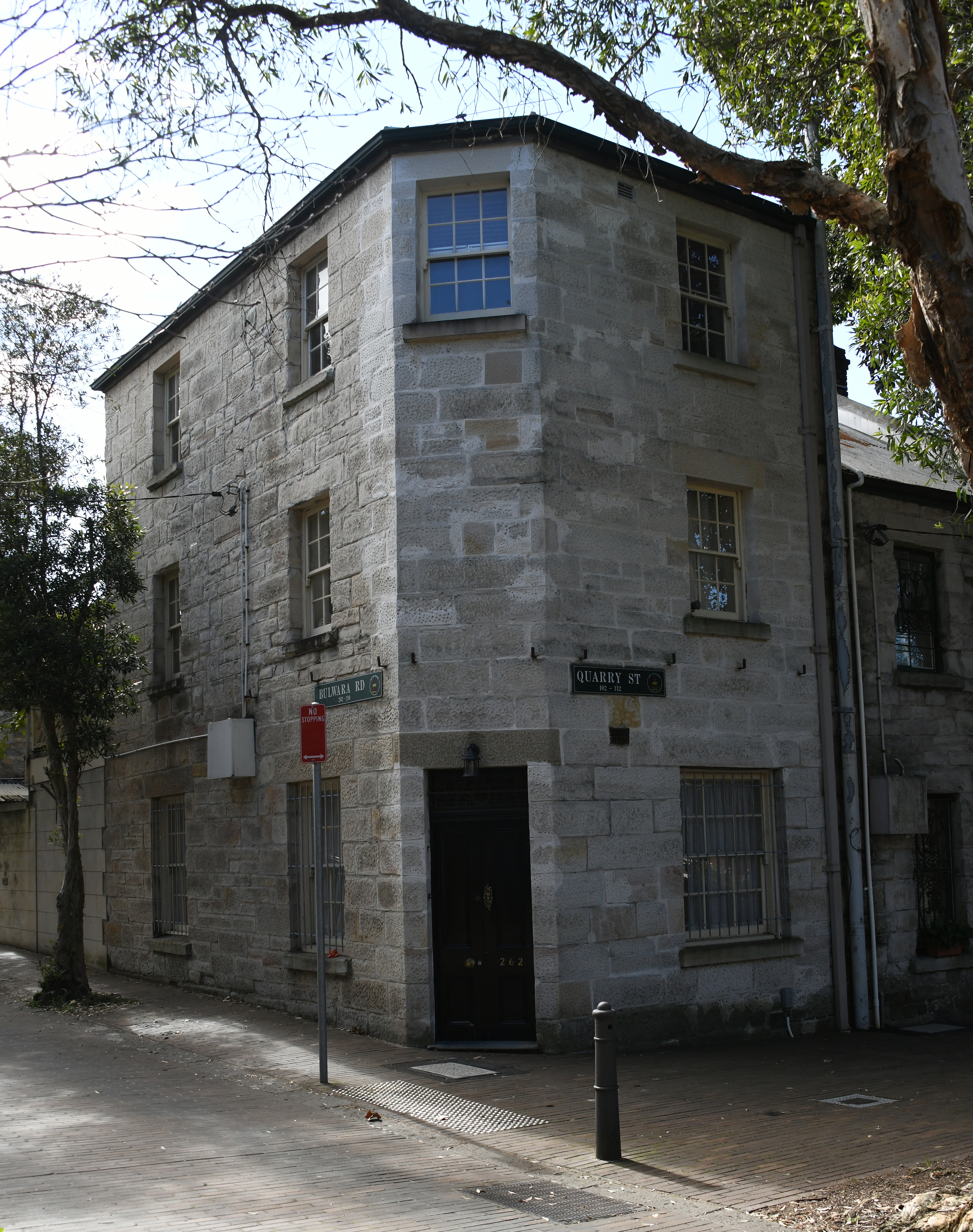
Bâti ancien : maison en grès dans le quartier d'Ultimo.

Sydney a accueilli les Jeux olympiques d'été de 2000. La ville est également chargée de l'organisation des journées mondiales de la jeunesse 2008.

## Géographie

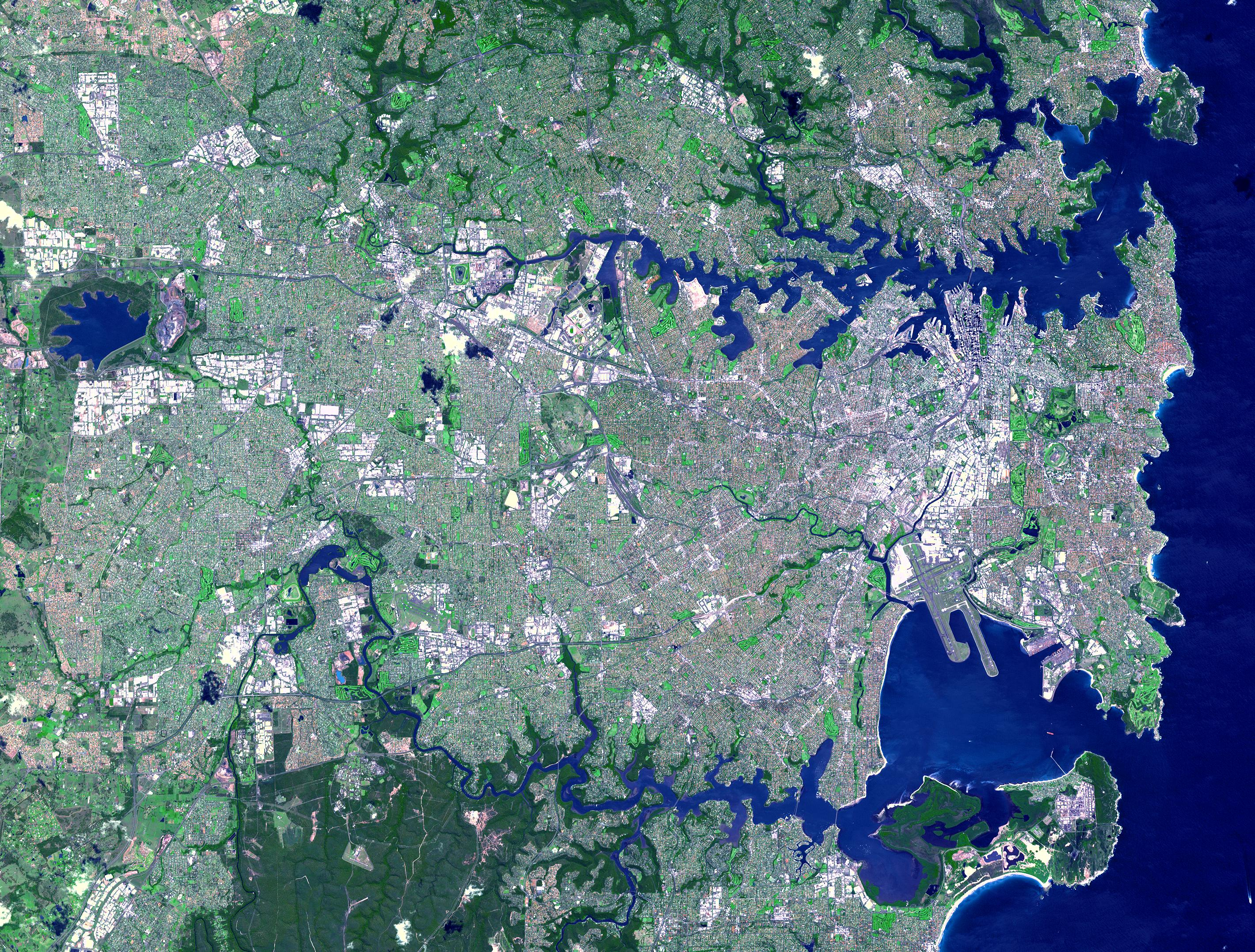
Vue satellite prise par la NASA de la zone métropolitaine de Sydney.

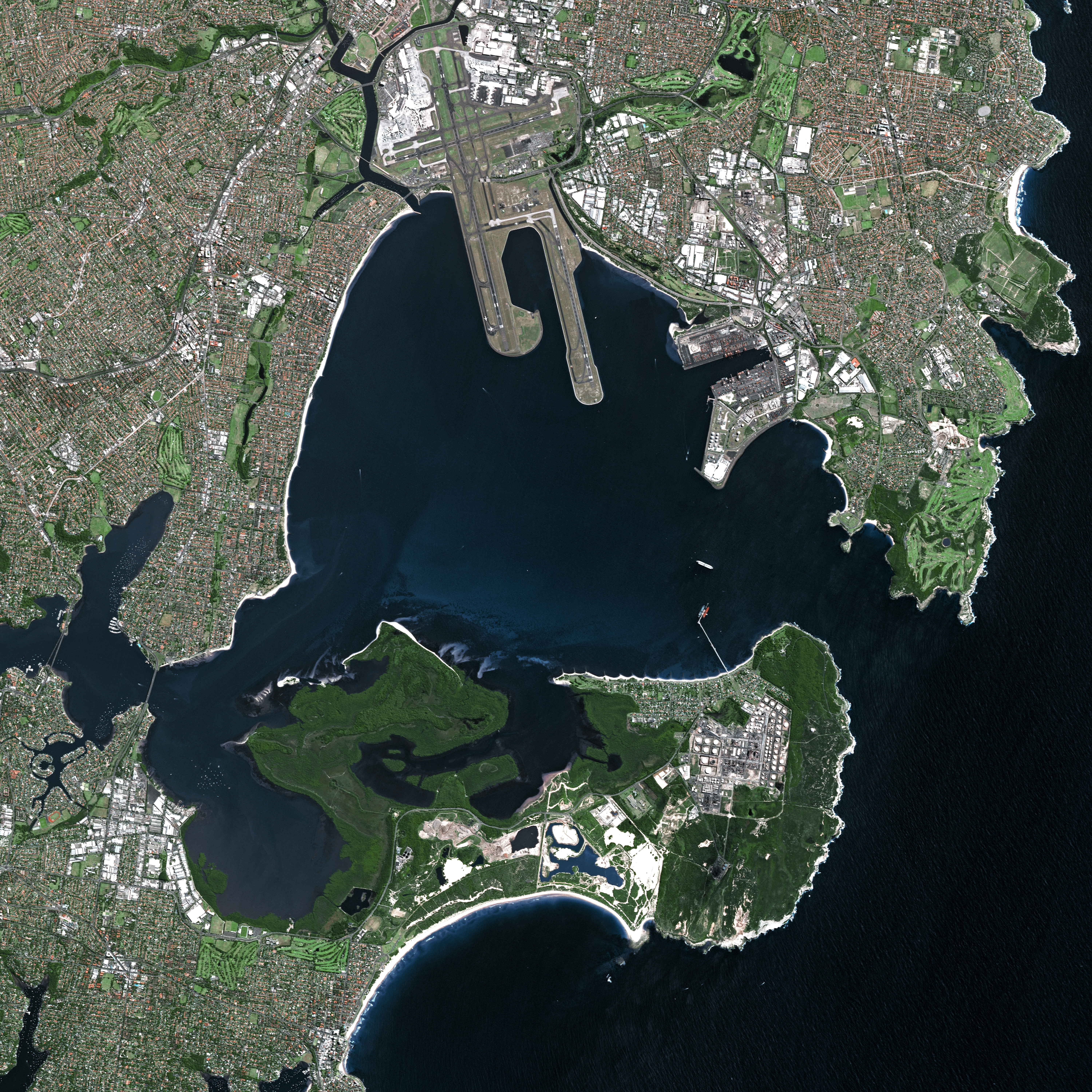
Botany Bay vue par le satellite SPOT.

Sydney est située à 714 km au nord-est de Melbourne, à 731 km au sud-sud-ouest de Brisbane, à 1 163 km à l'est d'Adélaïde, à 3 292 km à l'est-sud-est de Perth et à 16 965 km à l'est-nord-est de Paris. La ville se trouve dans le Sud-Est de l'Australie, dans un bassin côtier encadré par la mer de Tasman à l'est, les montagnes Bleues à l'ouest, le fleuve Hawkesbury au nord et le plateau de Woronora au sud. Sydney borde un littoral qui a subi les montées de niveau de l'océan et de profondes vallées (rias) découpées dans le grès ont été inondées. Une de ces vallées noyées, Port Jackson, autour de laquelle s’est construite la ville, est le plus grand port naturel au monde. Il y a plus de soixante-dix plages dans la zone urbaine, y compris les célèbres plages de Bondi et Manly. L'agglomération de Sydney s'étend sur près de 12 145 kilomètres carrés et comprend la côte centrale (bande côtière au nord de Port Jackson) et les montagnes Bleues, ainsi que des parcs nationaux et d'autres zones non urbanisées.
Géographiquement, Sydney s'étend sur deux régions principales : la plaine de Cumberland, une région relativement plate située au sud et à l'ouest du port, et le plateau de Hornsby, un plateau de grès situé principalement au nord du port, découpé par des vallées profondes. Les parties les plus anciennes de la ville se trouvent dans les zones les plus plates au sud de la baie ; le rivage nord a été plus lent à se développer à cause de sa topographie accidentée, jusqu'à ce que le Harbour Bridge soit ouvert en 1932, reliant le nord au sud de la baie.
La ville déclare en novembre 2019 le plus haut niveau d’alerte aux incendies jamais émis face à une situation décrite comme « catastrophique ». Sous l’effet du réchauffement climatique, les incendies se font particulièrement nombreux et de plus en plus précoces. La ville est en proie en décembre à d'importantes fumées toxiques et à des niveaux élevés de pollution.

### Climat

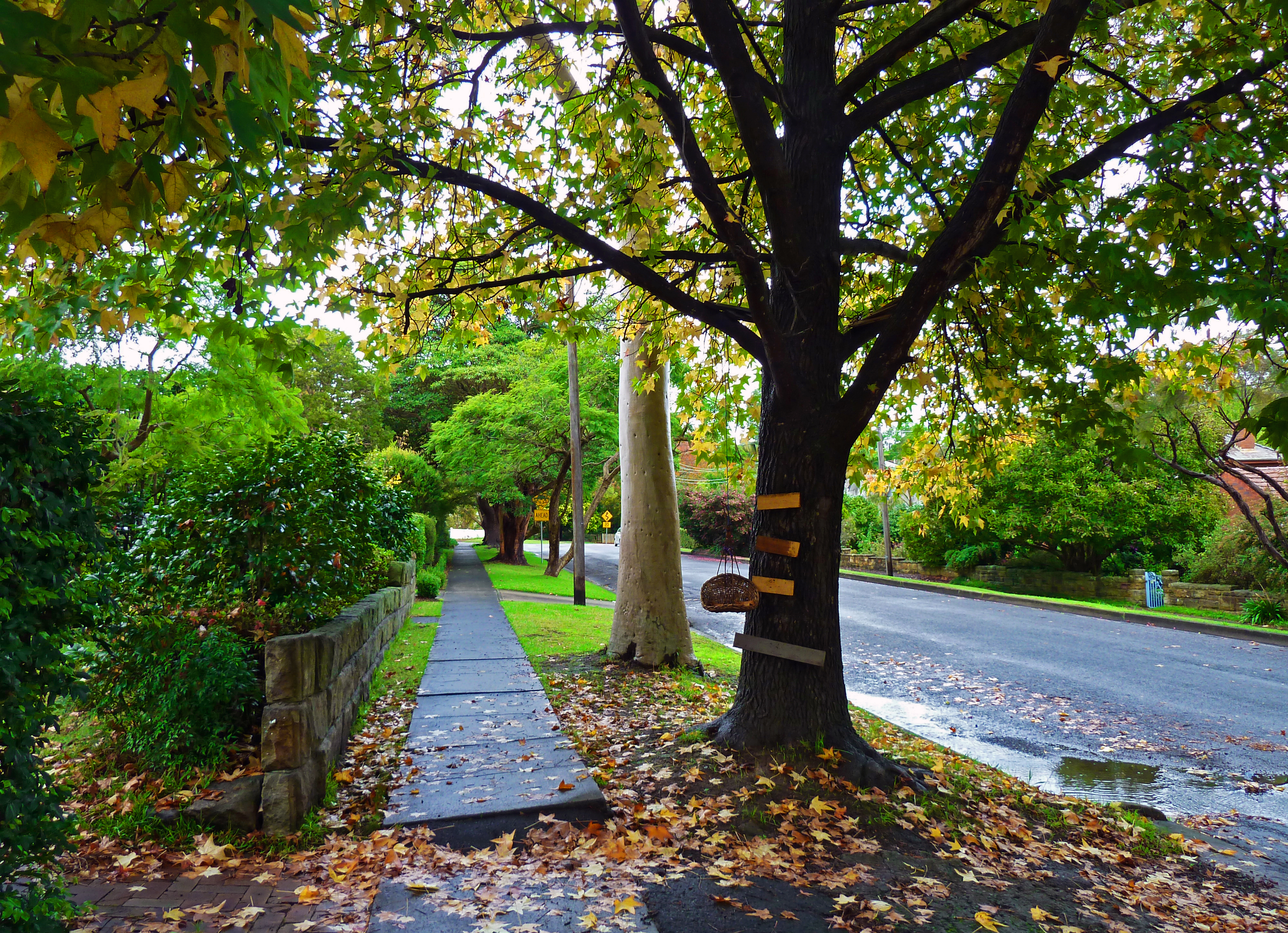
L'automne sur la Côte-Nord, surnommée « La Côte-Nord verdoyante ».

Sydney est située sur la côte est de l'Australie au bord de la mer. Les vents dominants venant de l'est, l'océan Pacifique a une certaine influence sur le climat de Sydney. C'est la raison pour laquelle le climat de Sydney est chaud et humide l'été et froid en hiver, moins cependant que dans les autres grandes villes d'Australie. La température du mois le plus froid est comprise entre 8 °C et 18 °C (juillet avec 12,6 °C) et la température du mois le plus chaud est supérieure à 10 °C (janvier avec 23,3 °C). La ville bénéficie donc d'un climat subtropical humide.
Les hivers sont généralement frais et humides, voire froid, avec de hautes précipitations. La température chute à 10 °C la nuit, parfois en dessous et monte à 18 °C l'après-midi. Les étés sont chauds et humides. L'humidité se fait plus sentir, la température monte à 26-30 °C en moyenne, et baisse à environ 20 °C la nuit. Les températures peuvent atteindre ou dépasser les 40 °C certains étés.
Printemps et automne sont courts et changeants. Le total annuel des précipitations est relativement important (environ 1 000 mm) et les pluies sont réparties de façon à peu près égale sur l'année et s'abattent sous forme de courtes averses chaudes en été.
Les principaux risques climatiques sont les inondations, les tempêtes et les incendies. Début septembre 2019 et jusqu'à début 2020, les incendies d'Australie ravagent l'est et le sud du pays, particulièrement le Victoria et la Nouvelle-Galles du Sud. Plusieurs fois, la fumée des incendies plongera Sydney dans un brouillard toxique, les températures devenant insupportables et l'atmosphère étant chargée de fumée. Plus récemment, des pluies diluviennes provoquées par le phénomène climatique La Niña touchent plusieurs fois la côte est. La métropole doit alors évacuer plusieurs zones comme Parramatta à la suite d'inondations historiques. Parmi les autres événements météorologiques extrêmes qui frappent Sydney, il y a les canicules qui reviennent quasiment chaque été lorsque les masses d'air tropical viennent du nord. Les canicules sont amplifiées par le phénomène de l'îlot de chaleur urbain. Les vagues de chaleur peuvent faire monter la température au-delà de 38 °C avec un taux d'humidité important qui peut entraîner des indices de chaleur de plus de 45 °C.
La température maximale enregistrée fut atteinte le 18 janvier 2013, avec 45,8 °C au centre-ville et 46,4 °C à l'aéroport international de Sydney.
Sydney bénéficie d'un ensoleillement élevé avec 2 611,5 heures en moyenne par an.
En février 2017, l'ONG Climate Council a affirmé que l'été 2016, de décembre à février, a été le plus chaud jamais enregistré à Sydney depuis plus d'un siècle, avec des températures atteignant les 36 °C.
Sydney est confrontée à des périodes de canicule plus longues et plus fréquentes qu'autrefois. La faune en est affectée : en janvier 2018, des centaines de bébés chauves souris ont « bouilli vifs » lorsque la température a atteint 47,3 °C dans l’ouest de Sydney. Le quartier de Woolloomooloo et une partie de la banlieue est pourraient être submergés par la montée du niveau de la mer d'ici 2100.

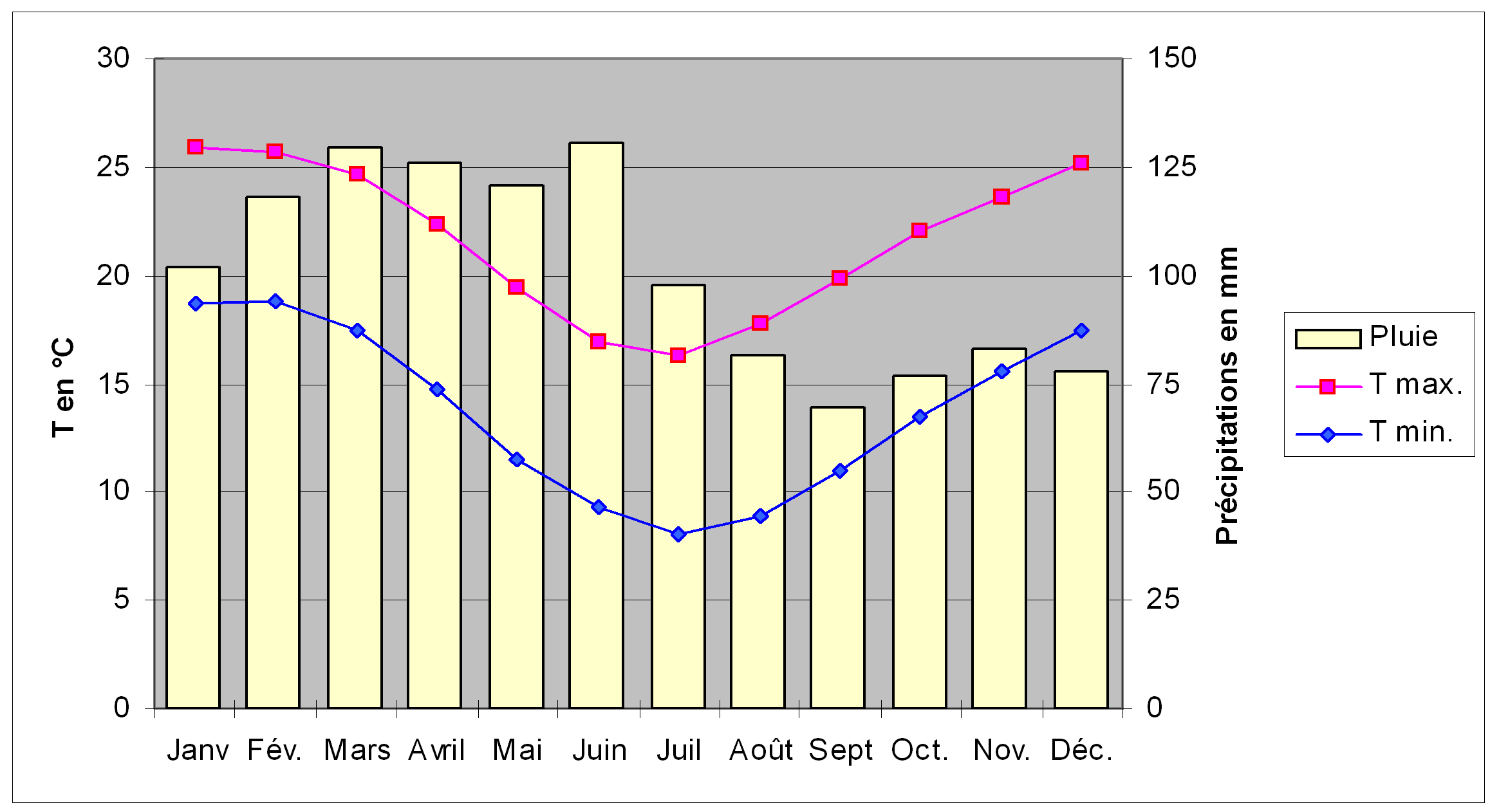
Thermométrie et pluviométrie à Sydney, moyennées entre 1859 et 2009, Source : Bur. of Met..

| Mois                                            | jan.  | fév.  | mars  | avril | mai   | juin | jui.  | août | sep. | oct.  | nov. | déc.  | année   |
| ----------------------------------------------- | ----- | ----- | ----- | ----- | ----- | ---- | ----- | ---- | ---- | ----- | ---- | ----- | ------- |
| Température minimale moyenne (°C)               | 20    | 19,9  | 18,4  | 15,3  | 12,3  | 10   | 8,9   | 9,7  | 12,3 | 14,6  | 16,6 | 18,4  | 14,7    |
| Température moyenne (°C)                        | 23,5  | 23,4  | 22,1  | 19,5  | 16,6  | 14,2 | 13,4  | 14,5 | 17   | 18,9  | 20,4 | 22,1  | 18,8    |
| Température maximale moyenne (°C)               | 27    | 26,8  | 25,7  | 23,6  | 20,9  | 18,3 | 17,9  | 19,3 | 21,6 | 23,2  | 24,2 | 25,7  | 22,8    |
| Record de froid (°C)                            | 10,6  | 9,6   | 9,3   | 7     | 4,4   | 2,1  | 2,2   | 2,7  | 4,9  | 5,7   | 7,7  | 9,1   | 2,1     |
| Record de chaleur (°C)                          | 45,8  | 42,1  | 39,8  | 35,4  | 30    | 26,9 | 26,5  | 31,3 | 34,6 | 38,2  | 41,8 | 42,2  | 45,8    |
| Ensoleillement (h)                              | 232,5 | 205,9 | 210,8 | 213   | 204,6 | 171  | 207,7 | 248  | 243  | 244,9 | 222  | 235,6 | 2 639   |
| Précipitations (mm)                             | 91,1  | 131,5 | 117,5 | 114,1 | 100,8 | 142  | 80,3  | 75,1 | 63,4 | 67,7  | 90,6 | 73    | 1 149,7 |
| dont nombre de jours avec précipitations ≥ 1 mm | 8,2   | 9     | 10,1  | 7,9   | 7,9   | 9,3  | 7,2   | 5,6  | 5,8  | 7,6   | 8,7  | 7,9   | 95,2    |
| Humidité relative (%)                           | 60    | 62    | 59    | 58    | 58    | 56   | 52    | 47   | 49   | 53    | 57   | 58    | 56      |

### Géologie
Sydney a été créée en majorité durant l’ère Trias avec des roches magmatiques et des volcans. Les côtes de Sydney ont été façonnées quand la croûte terrestre s'est étendue, diminuée et remplie avec des sédiments de cette même ère. Une grande partie du territoire de Sydney est faite de grès de 200 mètres d’épaisseur et d'une couche d'argile. Le sable, qui était auparavant du grès, provient de Broken Hill et remonte à 200 millions d'années. La roche sédimentaire du bassin a été soulevée avec un faible pliage et défaut durant la formation de la Cordillère australienne. L'érosion par les courants littoraux a créé des paysages avec de profonds ravins et des restes de plateau. Le bassin de Sydney est fait de côtes avec des falaises, des plages et des estuaires.

## Administration

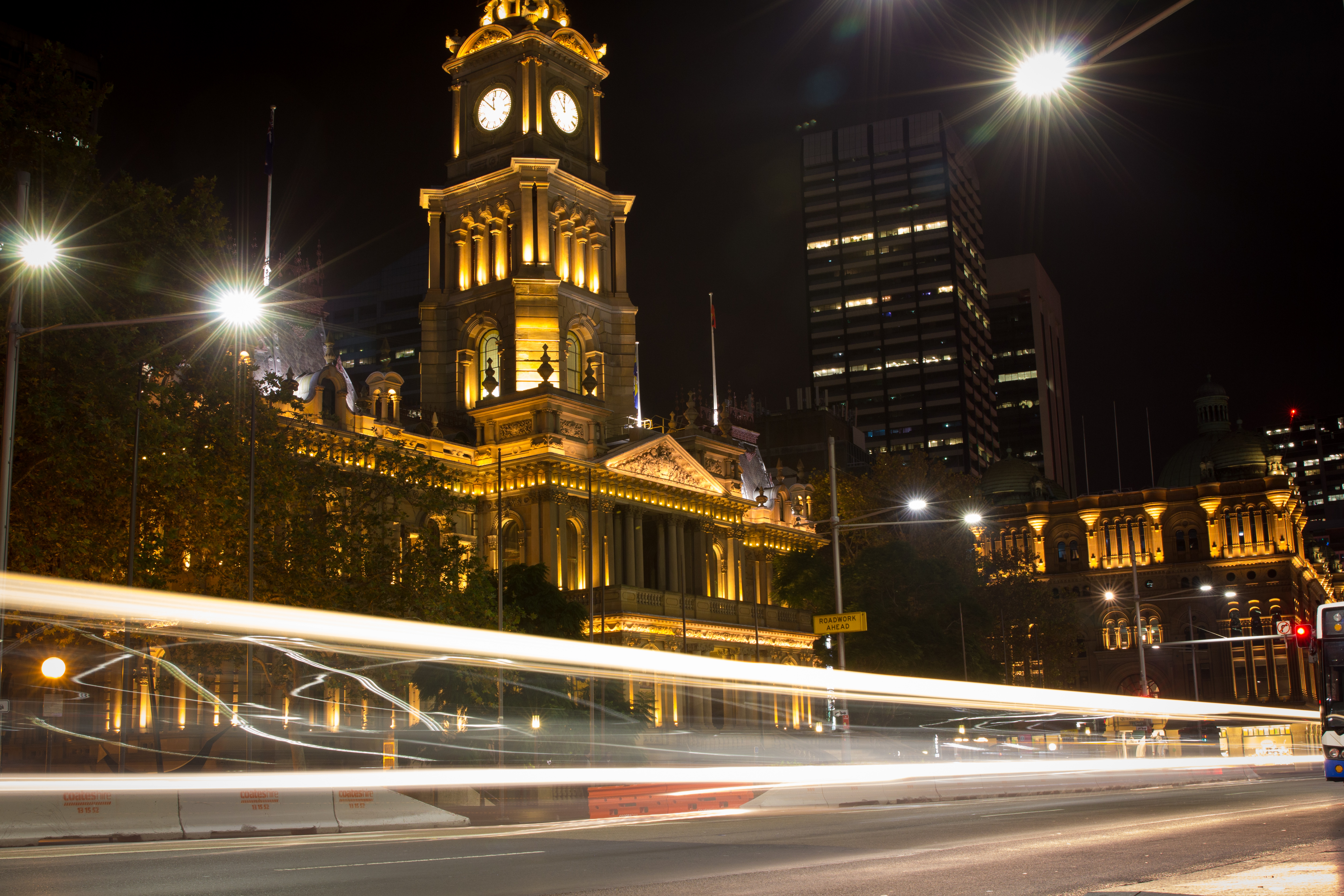
Sydney Town Hall.

Historiquement, l’agglomération de Sydney était administrée par le comté de Cumberland (1945-1964). Aujourd'hui il n'y a aucune administration globale régissant l’agglomération de Sydney. Les affaires locales sont gérées par les zones d'administration locale qui ont toutes des conseils élus et dont les responsabilités leur sont déléguées par le gouvernement de l'État de Nouvelle-Galles du Sud.
La « Ville de Sydney », qui comprend le centre des affaires et quelques quartiers adjacents, a vu son territoire s’agrandir au cours des années passées par absorption de zones de gouvernement local proches, comme South Sydney. Elle est dirigée par le lord-maire de Sydney et un conseil élus. Toutefois, le lord-maire est parfois considéré comme le représentant de l'agglomération entière. Ce fut le cas durant les Jeux olympiques d'été de 2000.
Comme toutes les capitales d'État australiennes, Sydney voit sa population calculée par le Bureau australien des statistiques en incluant les 32 zones d'administration locale de l'agglomération au sein d’une seule division statistique.
La plupart des fonctions d’administration à l’échelle de l’agglomération sont contrôlées par le gouvernement de l'État de Nouvelle-Galles du Sud. Celles-ci comprennent entre autres les transports en commun, les routes principales, le contrôle du trafic, le maintien de l'ordre, l'enseignement et la planification des projets principaux d'infrastructure. Puisqu'une grande proportion de la population de la Nouvelle-Galles du Sud habite à Sydney (environ 63 %), les différents gouvernements de l’État ont traditionnellement été peu disposés à permettre le développement d’organes gouvernementaux à l’échelle de la ville, qui tendraient à rivaliser avec ledit gouvernement de l’État.
Pour cette raison, Sydney a toujours été au centre des préoccupations politiques des Parlements fédéraux et d'État. Par exemple, les frontières de la Ville de Sydney ont été modifiées à au moins quatre occasions depuis 1945, avec l'intention d’apporter un avantage significatif au parti au pouvoir en Nouvelle-Galles du Sud lors de ces changements.

### Structure urbaine

Carte de l'agglomération de Sydney (Greater Sydney).

L’agglomération de Sydney est rationnellement divisée en plus de 650 quartiers pour l'adressage postal, et découpée en 32 zone d'administration locale (Local Government Area – LGA) depuis la réforme territoriale de 2016.
La Ville de Sydney, qui comprend le quartier des affaires (Central Business District – CBD) et quelques quartiers adjacents, n'est qu'une de ces zones d'administration locale et ne couvre que 25 des 12 145 km2 que compte l'agglomération.

#### Zones d'administration locale
- Bayside
- Blacktown
- Burwood
- Camden
- Campbelltown
- Canada Bay
- Canterbury-Bankstown
- Fairfield
- Georges River
- Hills
- Hornsby
- Hunter's Hill
- Inner West
- Hurstville
- Ku-ring-gai
- Lane Cove
- Liverpool
- Mosman
- Northern Beaches
- Parramatta
- Penrith
- Randwick
- Ryde
- Strathfield
- Sutherland
- Sydney
- Sydney-Nord
- Waverley
- Willoughby
- Woollahra

Le quartier des affaires de Sydney s’étend vers le sud jusqu'à deux kilomètres de Sydney Cove, lieu de la première implantation européenne. Sydney comprend plus de 130 gratte-ciel, construits essentiellement depuis les années 1970.
Une forte concentration de gratte-ciel et d'autres bâtiments (dont les bâtiments historiques tels que l’Hôtel de Ville ou le Queen Victoria Building) sont entremêlés à des parcs tels que Wynyard Park et Hyde Park. Sydney CBD est limité à l’est par une série de parcs et jardins publics qui s’étendent de Hyde Park à Farm Cove au bord de la baie, en passant par les Jardins botaniques royaux. Le côté occidental est quant à lui délimité par Darling Harbour, un lieu touristique populaire, et haut lieu de la vie nocturne, tandis que la gare centrale marque la limite méridionale du quartier d'affaires. George Street sert de voie de communication principale nord-sud dans ce quartier.

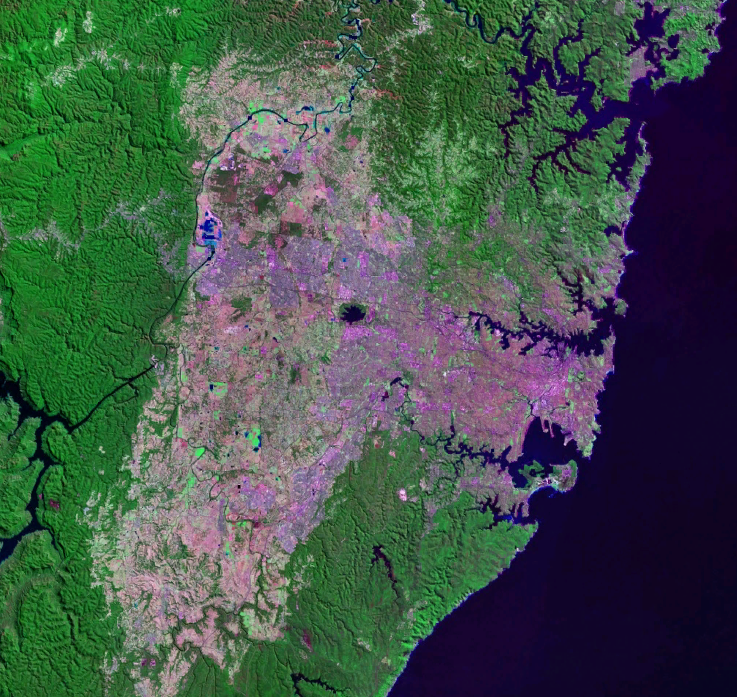
Image satellite (Landsat 7) de Sydney et de ses banlieues environnantes. L'image montre comment les zones bâties (en rose) ont été "contraintes" par le Royal National Park au sud, le parc national de Ku-ring-gai Chase au nord, et le parc national des Blue Mountains à l'ouest (une limite qui suit généralement une structure géologique appelée le Monocline de Lapstone, divisant les Blue Mountains de la plaine de Cumberland).
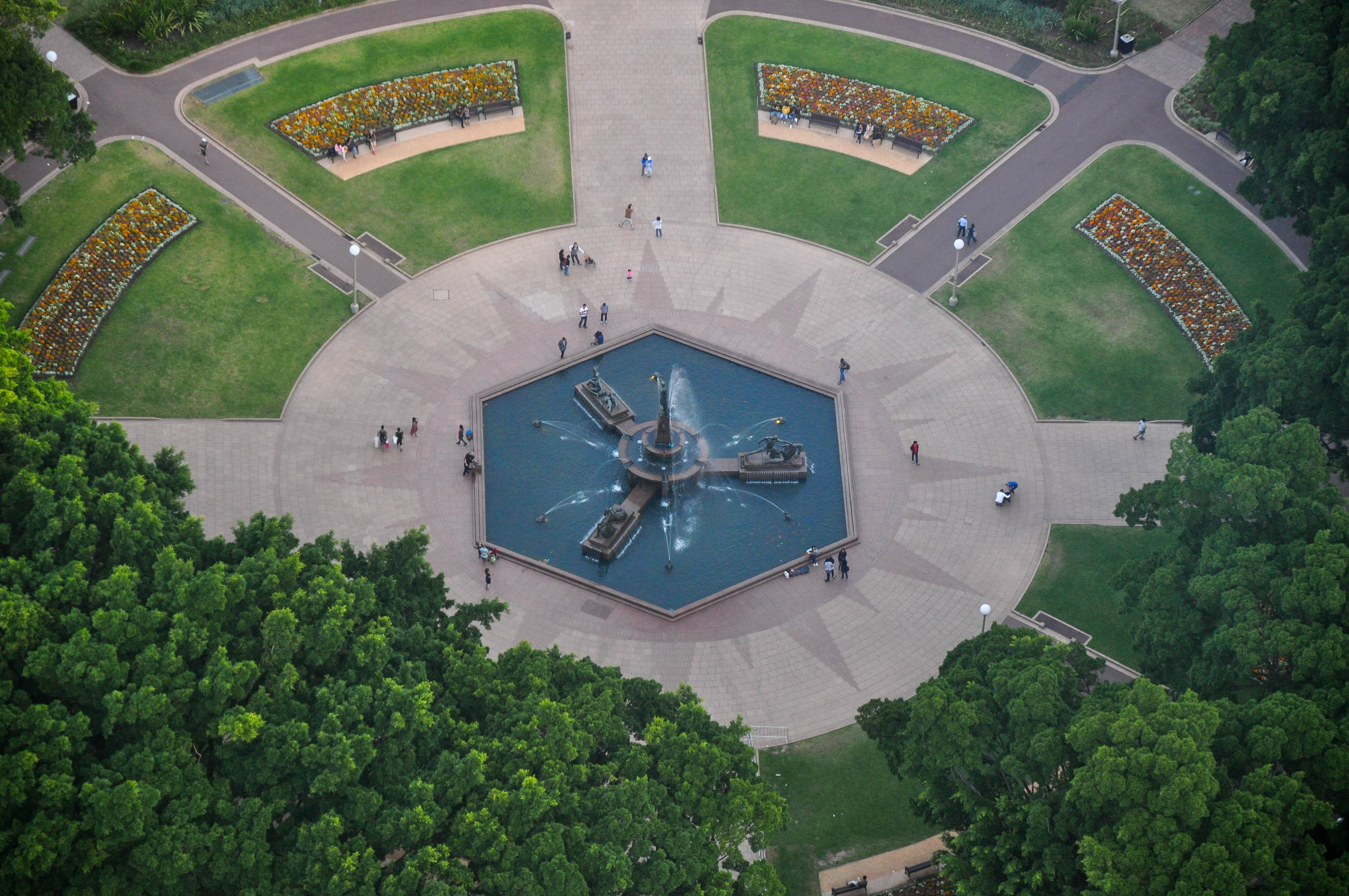
Archibald Fountain à Hyde Park, le plus ancien parc de Sydney.
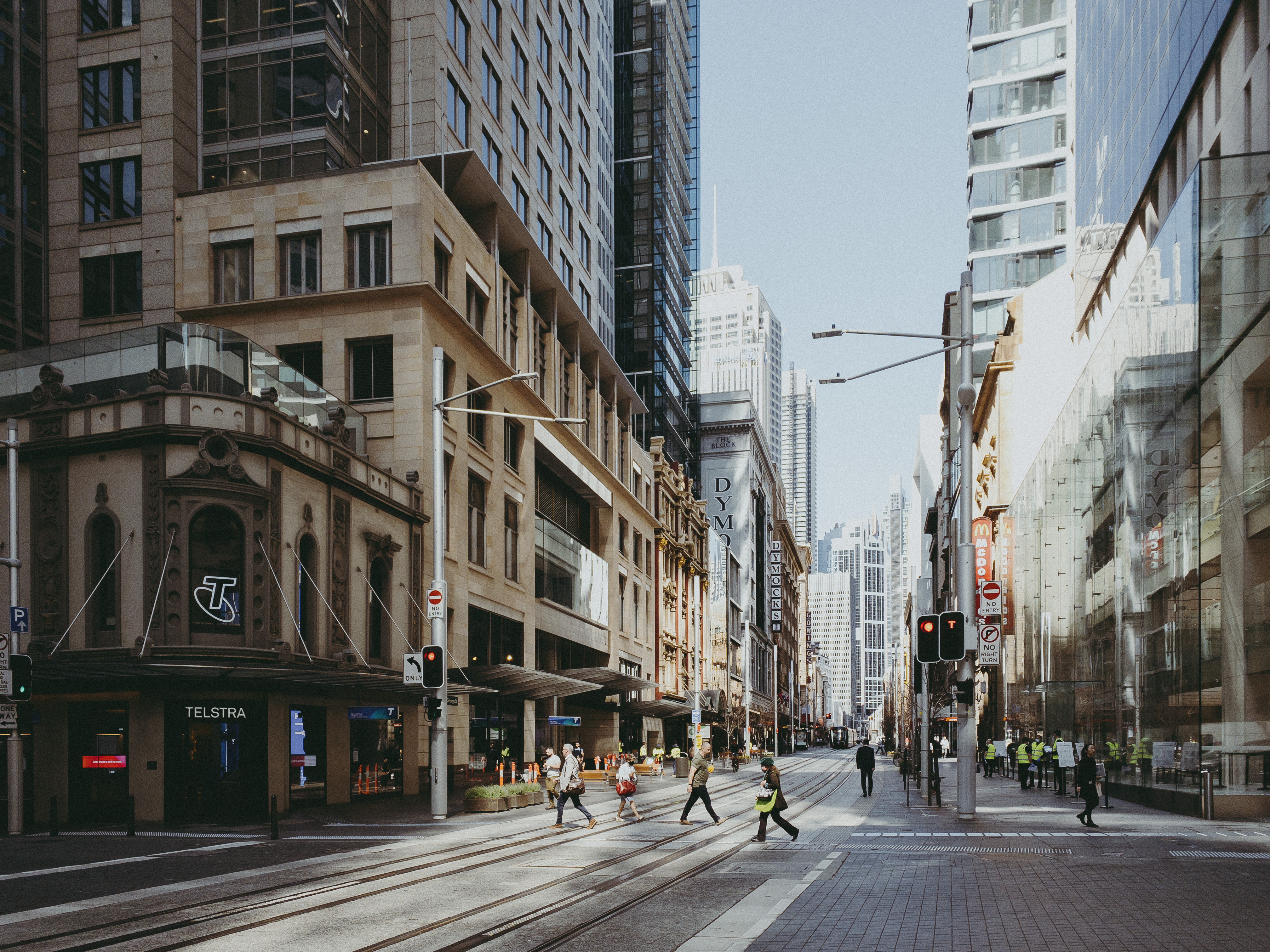
George Street, l'artère principale de Sydney.
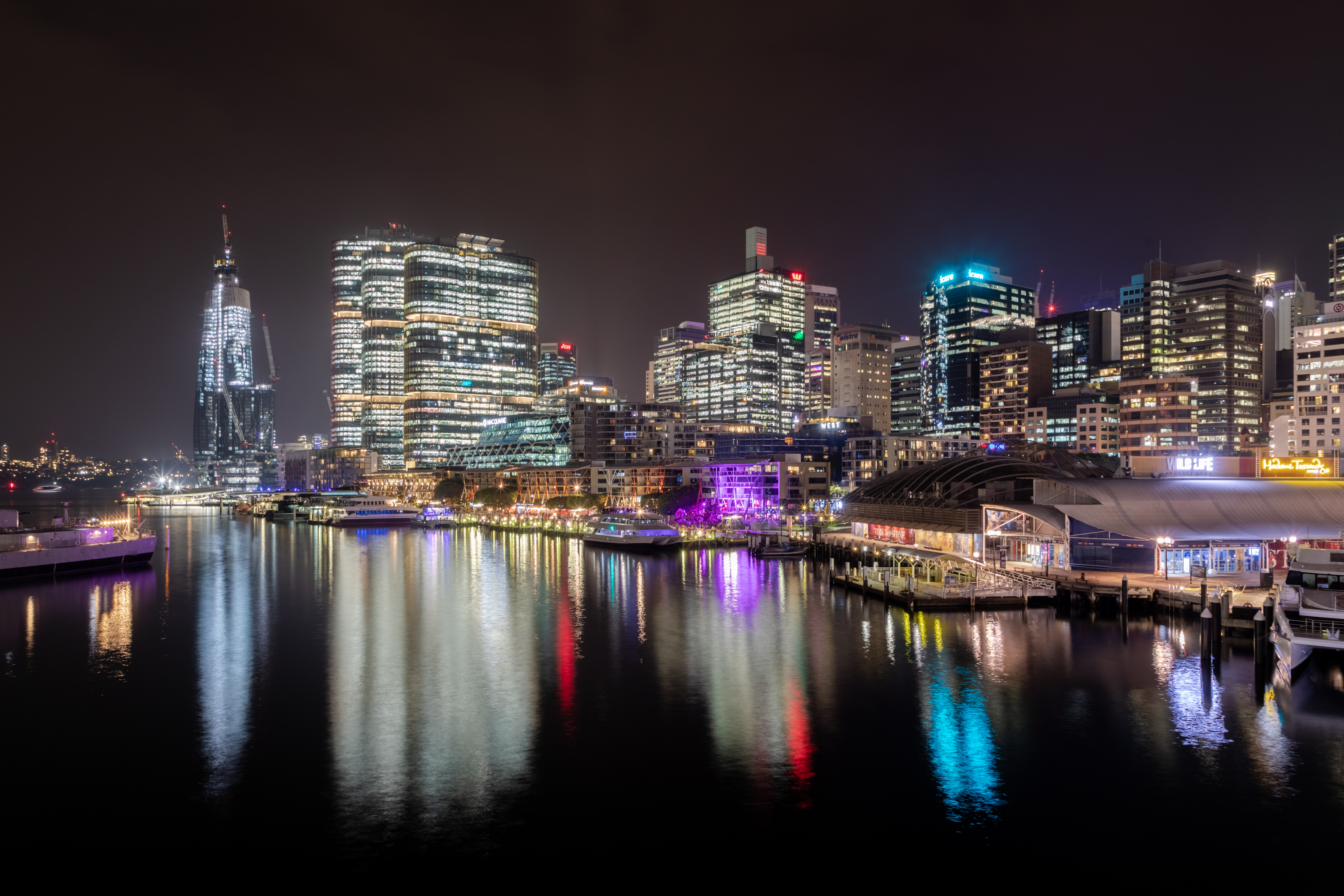
Darling Harbour de nuit.

## Économie
En 2008, Sydney a été classée ville mondiale de classe « alpha + » par le réseau d'étude sur la globalisation et les villes mondiales (GaWC).
Sydney est le plus grand centre commercial et financier d’Australie. C'est également un centre financier important sur la zone Asie-Pacifique. L’Australian Stock Exchange et la banque centrale d'Australie sont situés à Sydney, de même que les sièges sociaux de 90 banques et de plus de la moitié des principales entreprises australiennes. On y trouve aussi les sièges sociaux régionaux d’environ 500 sociétés multinationales.
Le Sydney Futures Exchange (SFE) est l'un des plus grands marchés à terme financiers et d’échanges d'options de la zone Asie-Pacifique, avec 64,3 millions de contrats échangés en 2005. En termes globaux, c'est le douzième plus grand marché à terme dans le monde[réf. souhaitée].
En 2012, une enquête d'UBS plaçait Sydney septième ville au monde en termes de salaire net et quinzième au classement des villes les plus chères,. En décembre 2005, le prix moyen d’un logement à Sydney était de 485 000 dollars australiens, soit le plus élevé parmi les villes-capitales australiennes. Un rapport édité par l'OCDE en novembre 2005, démontrait que l'Australie avait les prix immobiliers les plus élevés du monde occidental une fois rapportés aux rendements de location. D'après une étude du groupe immobilier Knight Frank et de la Citi Private Bank, Sydney est la huitième ville la plus chère du monde en ce qui concerne les prix de l'immobilier de luxe, 13 100 euros par mètre carré.

Quartier des affaires de Sydney en 2021.

### Secteurs d'activités
Les principaux secteurs économiques à Sydney, mesurés en nombre de personnes employées, sont l’immobilier et les services, le commerce de détail, l’industrie, et les services publics et de santé. Depuis les années 1980, de nombreux emplois ont migré de l’industrie aux services et aux secteurs de l'information. En juin 2019, le taux de chômage était de 2,51 %.
Ces principaux secteurs lui donnent un fort PIB régional, soit 307 milliards d'euros en 2013, ce qui en fait ainsi celui le plus élevé d'Australie. C'est un important lieu de concentration de banques étrangères et d'entreprises multinationales et la ville a été nommée centre des finances de l'Asie-Pacifique.
Ses installations portuaires, principalement implantées le long de la baie de Port Jackson, et complétées par celles de Botany Bay, en font le premier port d'Australie pour la valeur des marchandises exportées : la laine (Sydney est le premier marché lainier du monde), la viande et le blé. La ville importe principalement des produits manufacturés et du pétrole.
Le tourisme joue lui aussi un rôle important dans l'économie de Sydney, avec 7,8 millions de visiteurs nationaux et 2,5 millions de visiteurs internationaux en 2004.

## Démographie
En 2008, l'agglomération comptait une population de 4 490 662 habitants, soit une densité de 369,6 hab./km2.
Le tableau proposé ci-dessous indique les 18 nationalités les plus présentes parmi les résidents étrangers de Sydney en 2021 :
| Pays de naissance (2021) | Population |
| ------------------------ | ---------- |
| Australie                | 2 970 737  |
| Chine                    | 238 316    |
| Inde                     | 187 810    |
| Royaume-Uni              | 153 052    |
| Vietnam                  | 93 778     |
| Philippines              | 91 339     |
| Nouvelle-Zélande         | 85 493     |
| Liban                    | 61 620     |
| Népal                    | 59 055     |
| Irak                     | 52 604     |
| Corée du Sud             | 50 702     |
| Hong Kong                | 46 182     |
| Afrique du Sud           | 39 564     |
| Italie                   | 38 762     |
| Indonésie                | 34 431     |
| Malaisie                 | 35 002     |
| Fidji                    | 34 197     |
| Pakistan                 | 31 025     |

## Éducation

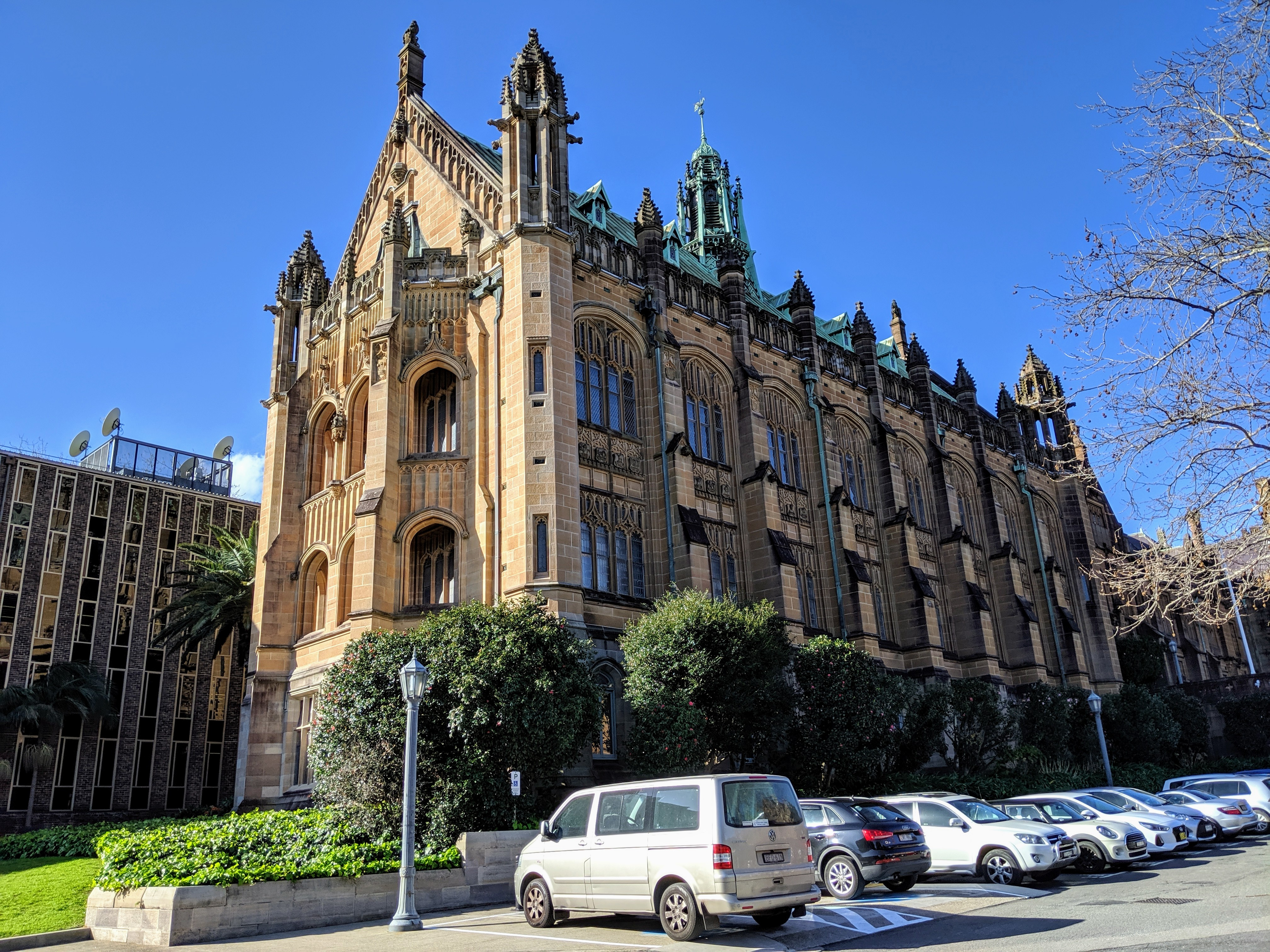
Salle MacLaurin, université de Sydney.

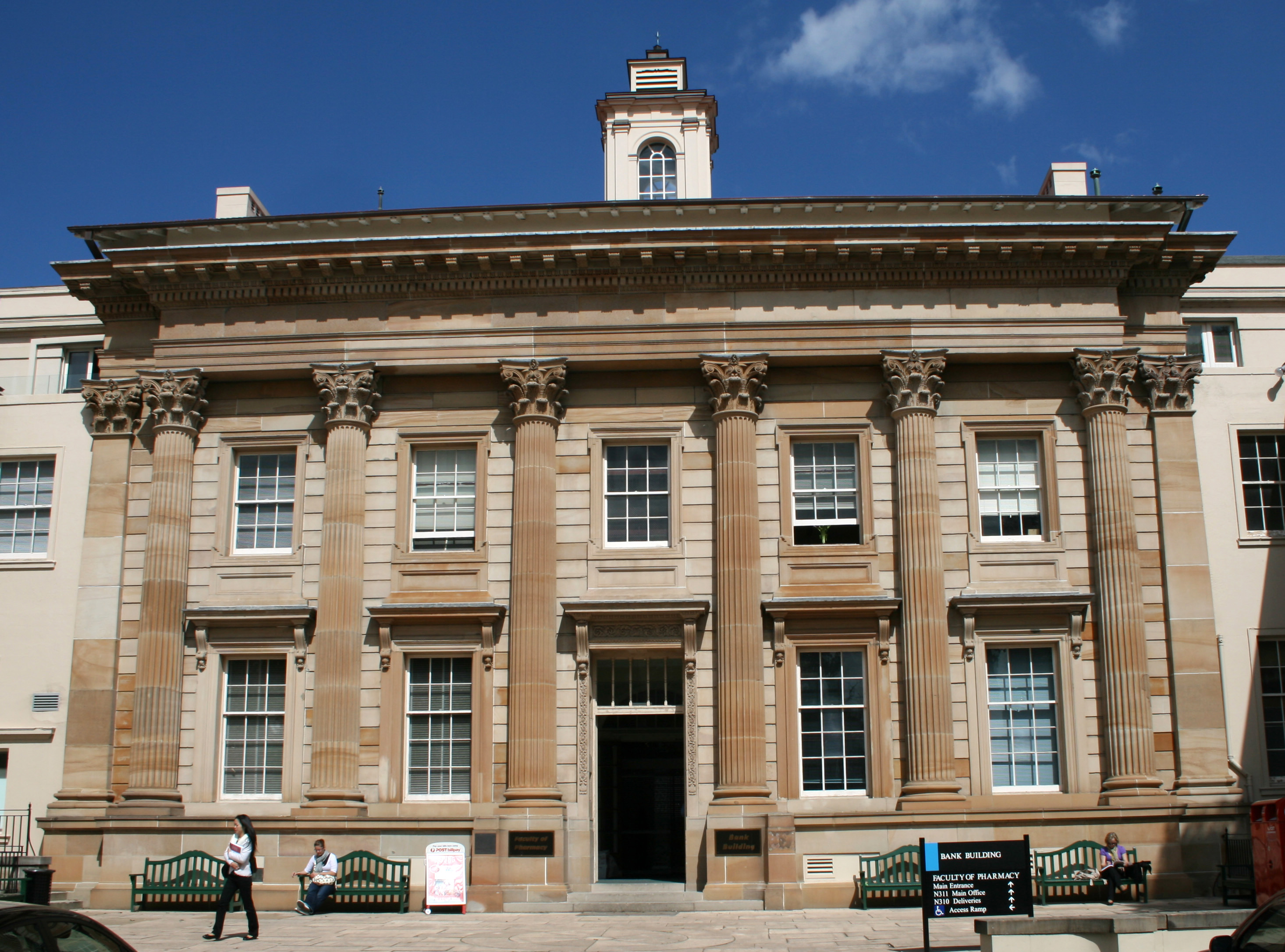
Édifice de la Banque, université de Sydney.

Sydney est le siège de certaines des universités les plus connues d'Australie, et accueille la première université du pays, l'université de Sydney, fondée en 1850. Il y a cinq autres universités publiques fonctionnant principalement à Sydney : l'université de Nouvelle-Galles du Sud, l’université Macquarie, l'université de technologie, l'université occidentale et l'université catholique australienne (deux des six campus). Parmi les universités dont certains campus secondaires se trouvent à Sydney, on trouve l'université Notre Dame et l'université de Wollongong.
Il existe également quatre institutions TAFE (Technical and Further Education) financées par l’État de Nouvelle-Galles du Sud, chargées de l’éducation et la formation des adultes à un niveau équivalent au début des études universitaires.
Sydney accueille des écoles publiques, confessionnelles et privées. Les écoles publiques, y compris les maternelles et les écoles spéciales sont administrées par le ministère de l'enseignement et de la formation de Nouvelle-Galles du Sud. Parmi les trente lycées sélectifs de l’État, vingt-cinq sont situés à Sydney.

## Culture

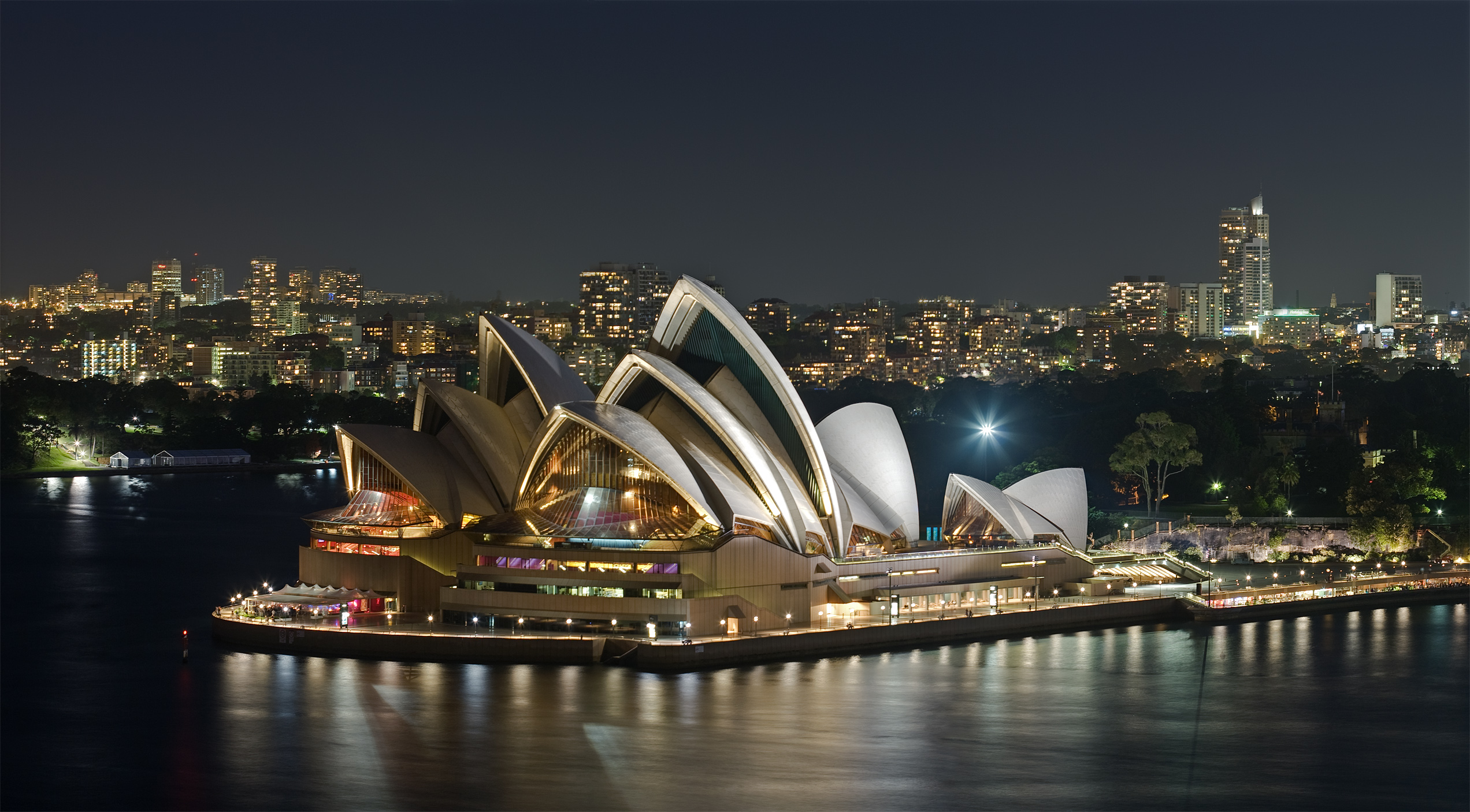
Opéra de Sydney.

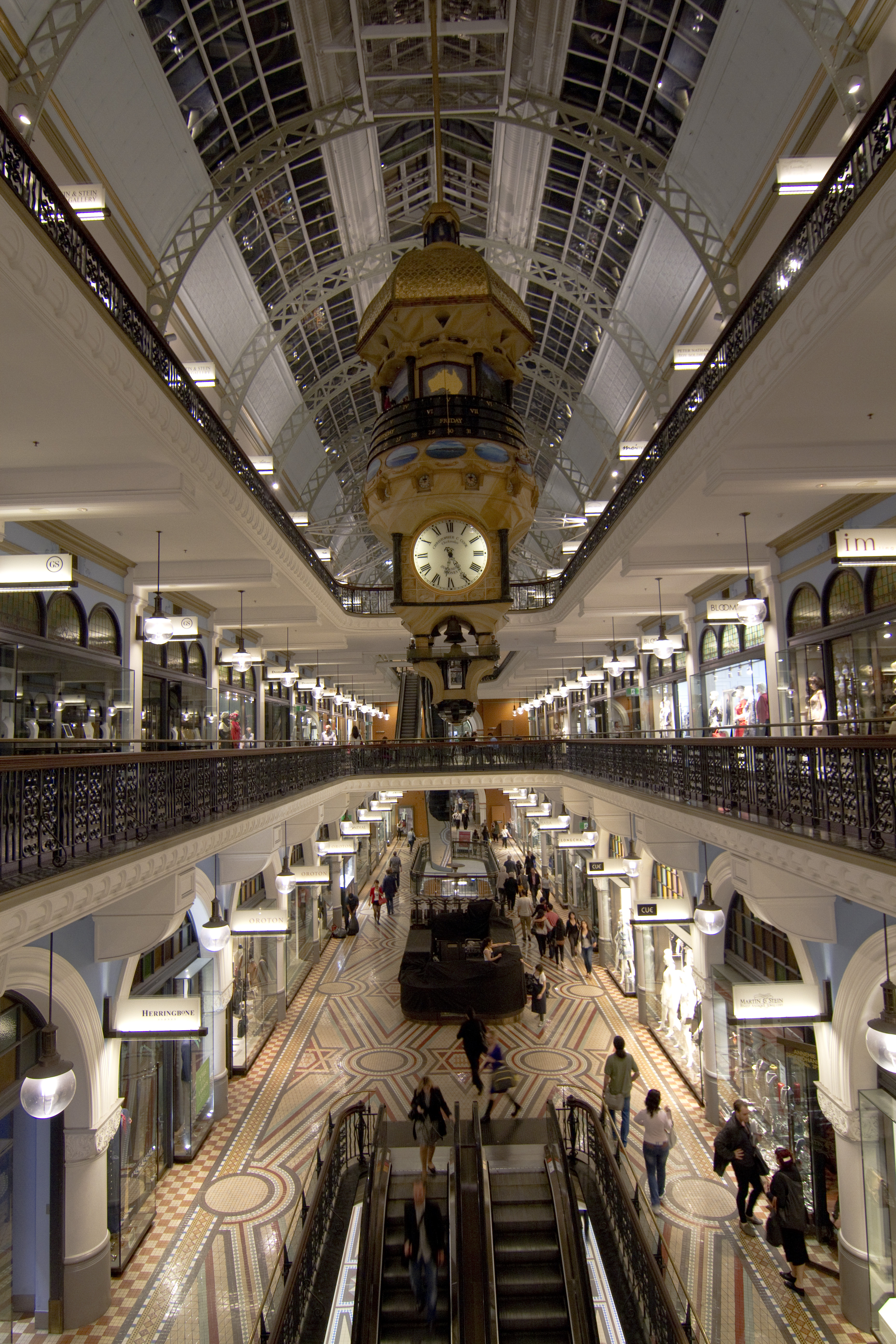
Queen Victoria Building.

Sydney accueille de nombreux festivals et certaines des plus grandes manifestations sociales et culturelles d'Australie. Il s'agit notamment du festival de Sydney (Sydney Festival), le plus grand festival d'art australien avec des représentations en salle et des spectacles gratuits en plein air qui a lieu tout au long du mois de janvier, la Biennale de Sydney (Biennale of Sydney), fondée en 1973 et qui, les années paires, offre un festival d'art contemporain, le Big Day Out, un festival itinérant de musique rock originaire de Sydney, le Gay and Lesbian Mardi Gras le long d'Oxford Street, le Festival du film de Sydney (Sydney Film Festival) et de nombreux autres festivals de film tels que les festivals de court-métrage Tropfest et Flickerfest.
Consacré exclusivement à l'exposition et la collection d'art contemporain, à la fois de toute l'Australie et du monde entier, Sydney dispose du Museum of Contemporary Art, aussi connu sous l'acronyme MCA, dans le quartier des Rocks, dans le centre de Sydney.
Le Prix Archibald, considéré comme le plus important prix de portrait d'Australie, est organisé par la Galerie d'Art de Nouvelle-Galles du Sud. Le Sydney Royal Easter Show (le salon royal de l'agriculture de Sydney à Pâques) est organisé chaque année au parc olympique de Sydney, la finale de l'Australian Idol se déroule sur les marches de l'Opéra et la semaine australienne de la mode a lieu deux fois par an en avril/mai et septembre. Les fêtes de la Nouvelle année et la fête nationale à Sydney sont les plus importantes d'Australie.
Une enquête basée sur la fréquence des mots et des phrases dans les médias, cite Sydney en numéro 9 sur une liste de villes de mode en 2009. La ville est le site de la célèbre Rosemount Australian Fashion Week qui se produit deux fois par an et est le foyer de beaucoup de grandes maisons de couture australiennes. La plupart des grands couturiers ont une représentation importante à Sydney.

### Art et loisirs

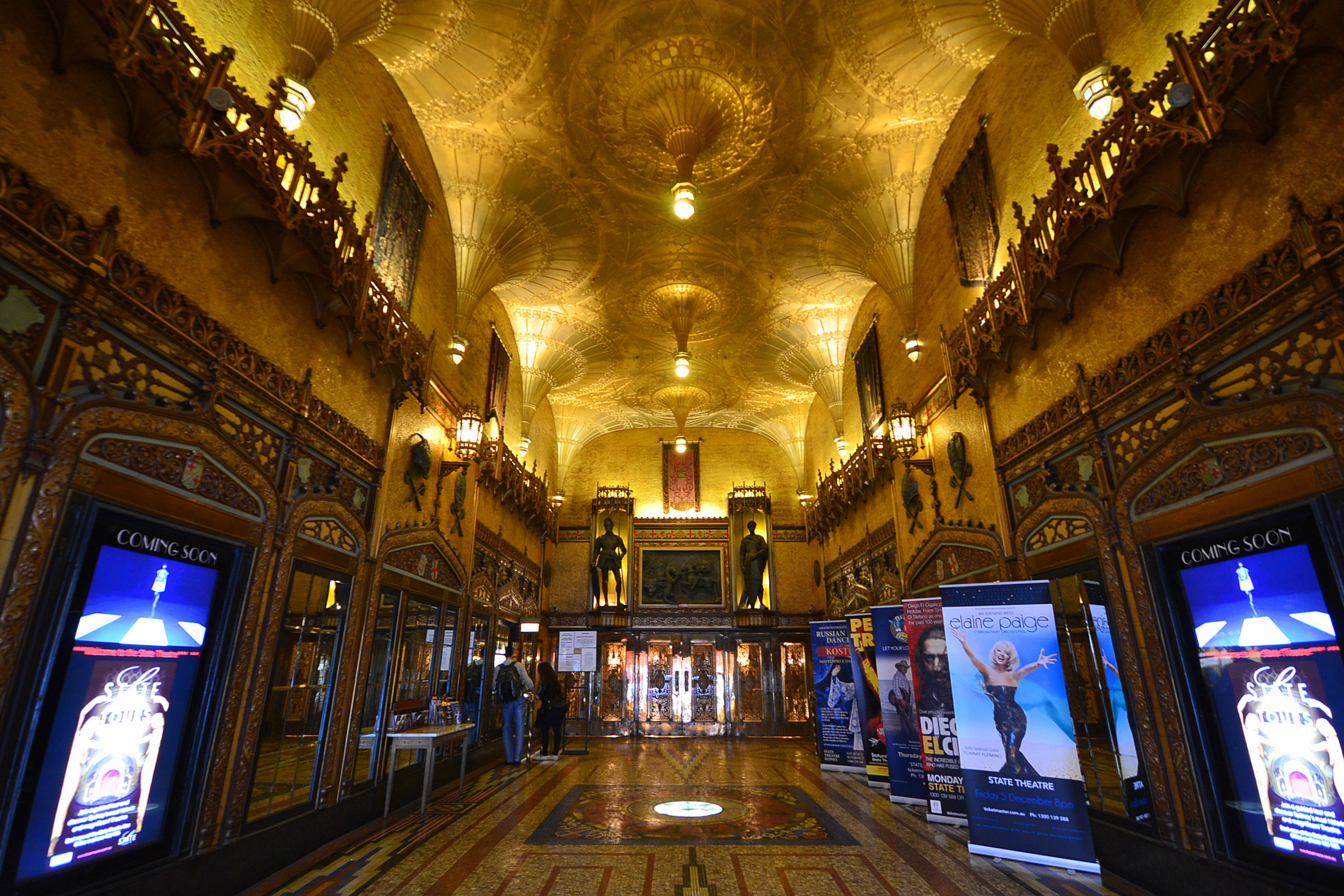
Intérieur du Théâtre d'État.

Les institutions culturelles de Sydney incluent le fameux opéra de Sydney. Il possède cinq salles, notamment une grande salle de concert, pour l'opéra et pour du théâtre dramatique. C'est le siège de l'Opera Australia, la troisième compagnie d'opéra la plus active au monde. L'Orchestre symphonique de Sydney y joue sous la baguette de son chef permanent Vladimir Ashkenazy. L'Australian Chamber Orchestra a lui aussi une réputation internationale. Sydney Opera House a été classé au Patrimoine de l'Humanité par l'UNESCO lors de sa session 2007 qui s'est tenue dans la ville de Christchurch en Nouvelle-Zélande. D'autres lieux incluent le Sydney Town Hall, le City Recital Hall, le State Theatre, le Theatre Royal, le Sydney Theatre, le Wharf Theatre, le Capitol Theatre (en) et le Lyric et Star Theatres at The Star. Le conservatoire de musique de Sydney est adjacent aux Jardins botaniques royaux de Sydney et s'occupe de la communauté musicale australienne à travers l'éducation musicale et les concours de l'Australian Music Examinations Board. La Sydney Dance Company était, à la fin du XXe siècle, sous la direction du chorégraphe Graeme Murphy. La Sydney Theatre Company a une liste régulière d'interprètes locaux, tel que le dramaturge David Williamson. En 2007, le New Theatre célèbre les 75 ans de production à Sydney. D'autres compagnies théâtrales importantes de Sydney incluent la Company B et la Griffin Theatre Company. Depuis les années 1940 jusque dans les années 1970 le Sydney Push, un groupe d'auteurs et d'activistes politiques dont les membres incluent Germaine Greer, influence la vie culturelle de la ville. L'Institut national des arts dramatiques, basé à Kensington, en Nouvelle-Galles du Sud, lance d'anciens élèves de notoriété internationale tels que Mel Gibson, Judy Davis, Baz Luhrmann et Cate Blanchett. Le rôle de Sydney dans l'industrie cinématographique a augmenté depuis l'ouverture en 1998 de Fox Studios Australia.

### Religion

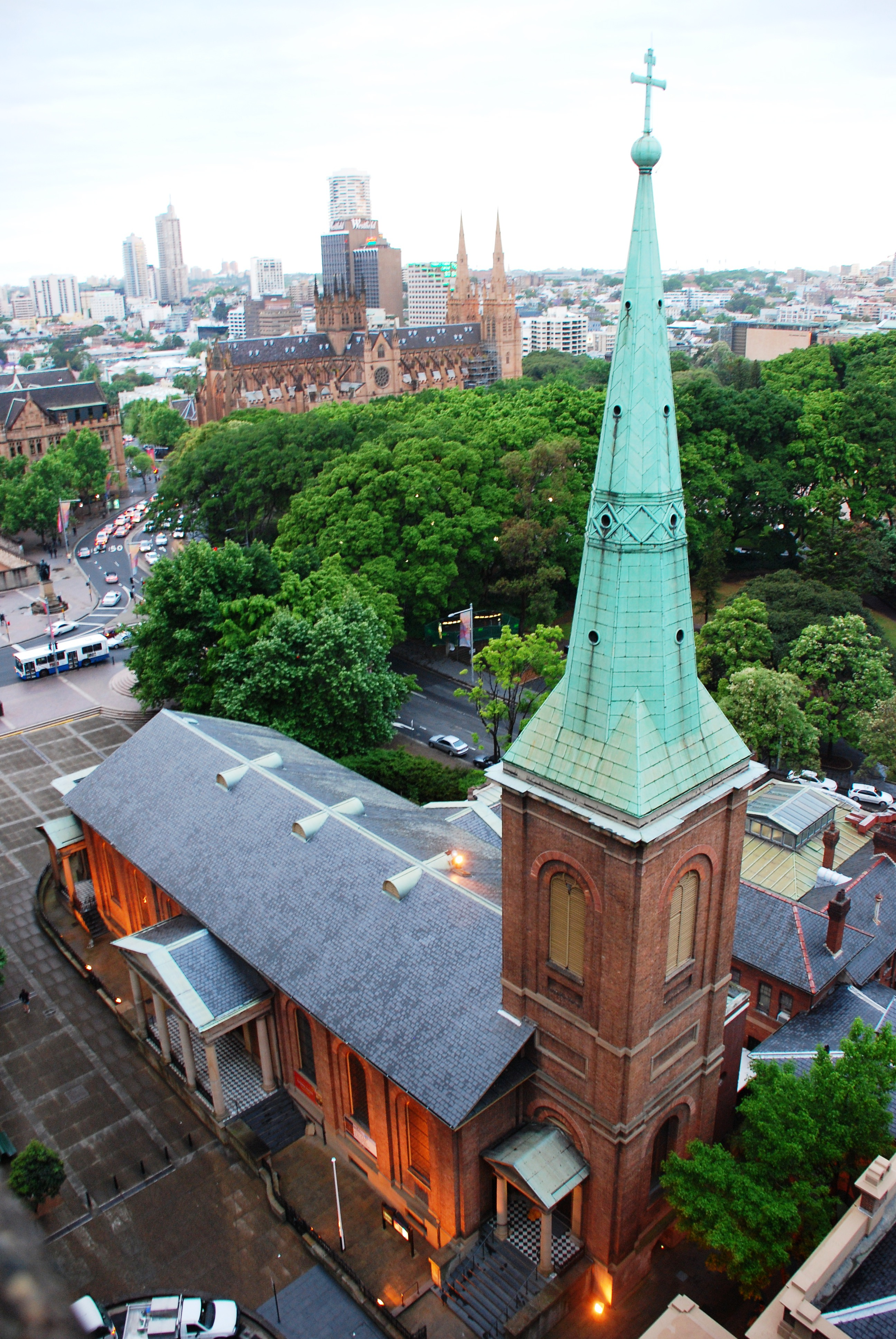
L'église Saint-James.
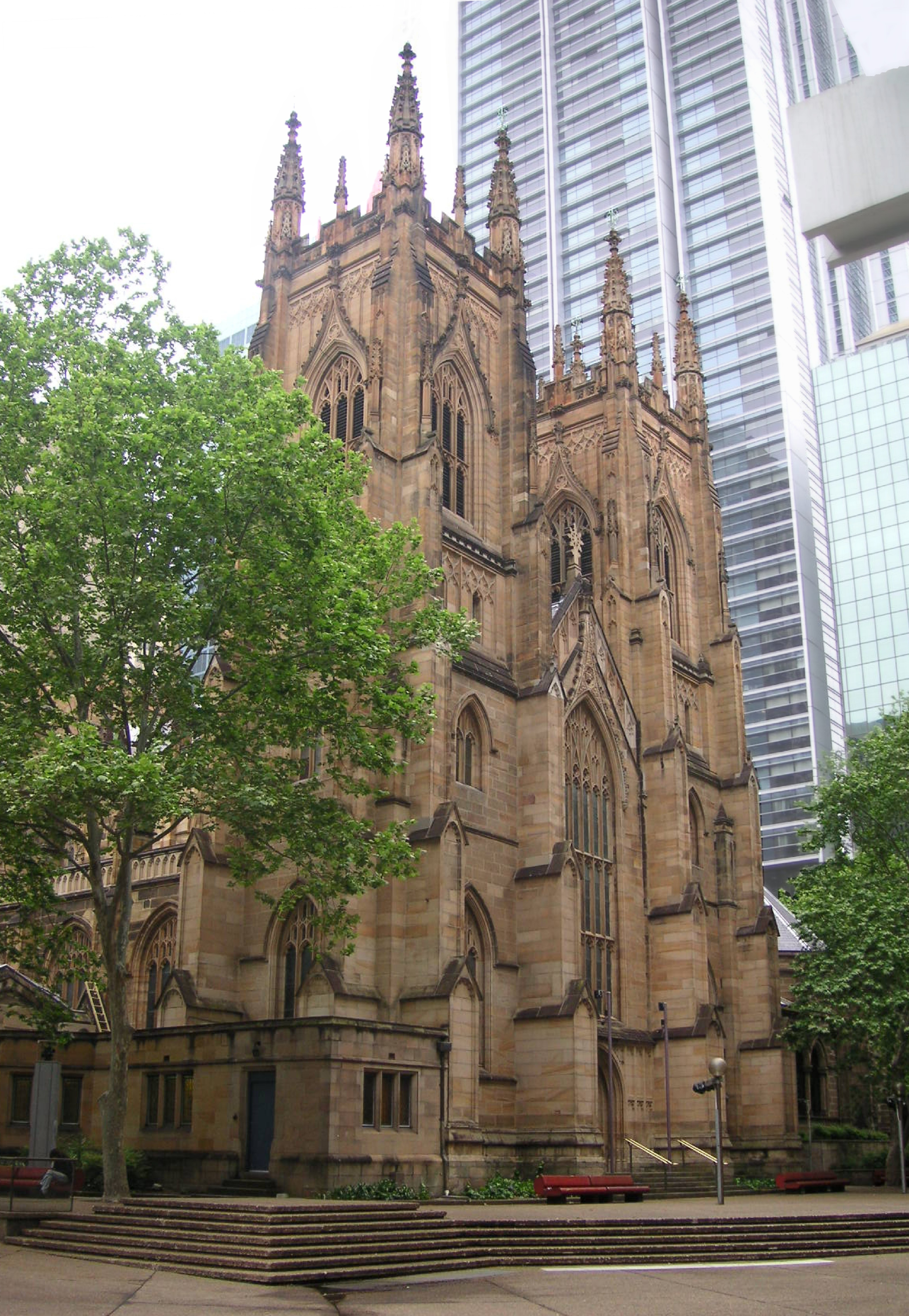
Cathédrale Saint-André (anglicane).
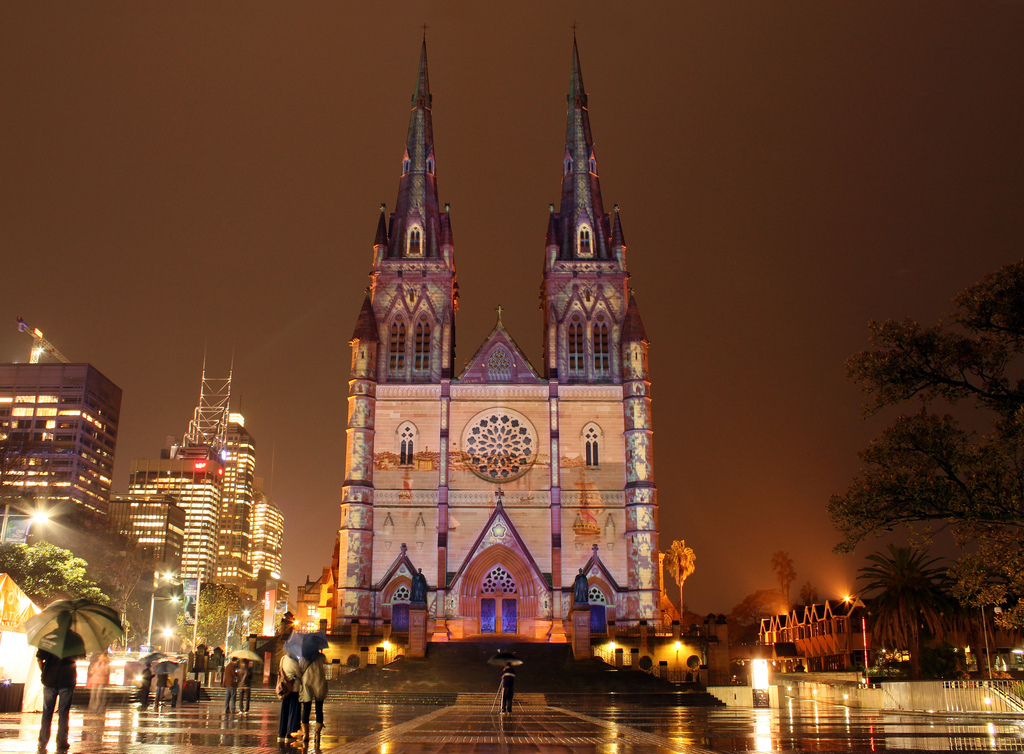
Cathédrale Saint-Marie (catholique).
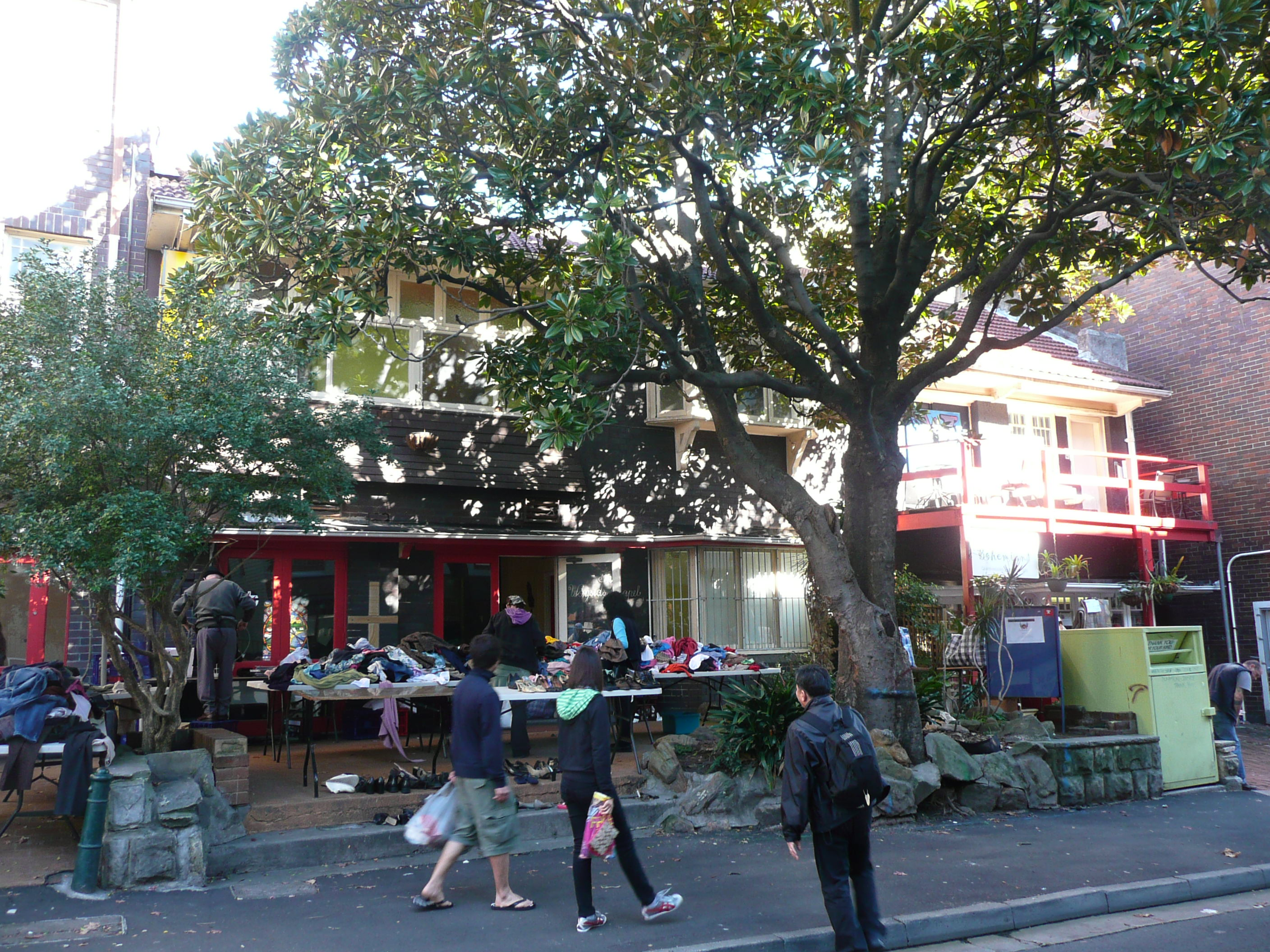
The Wayside Chapel.
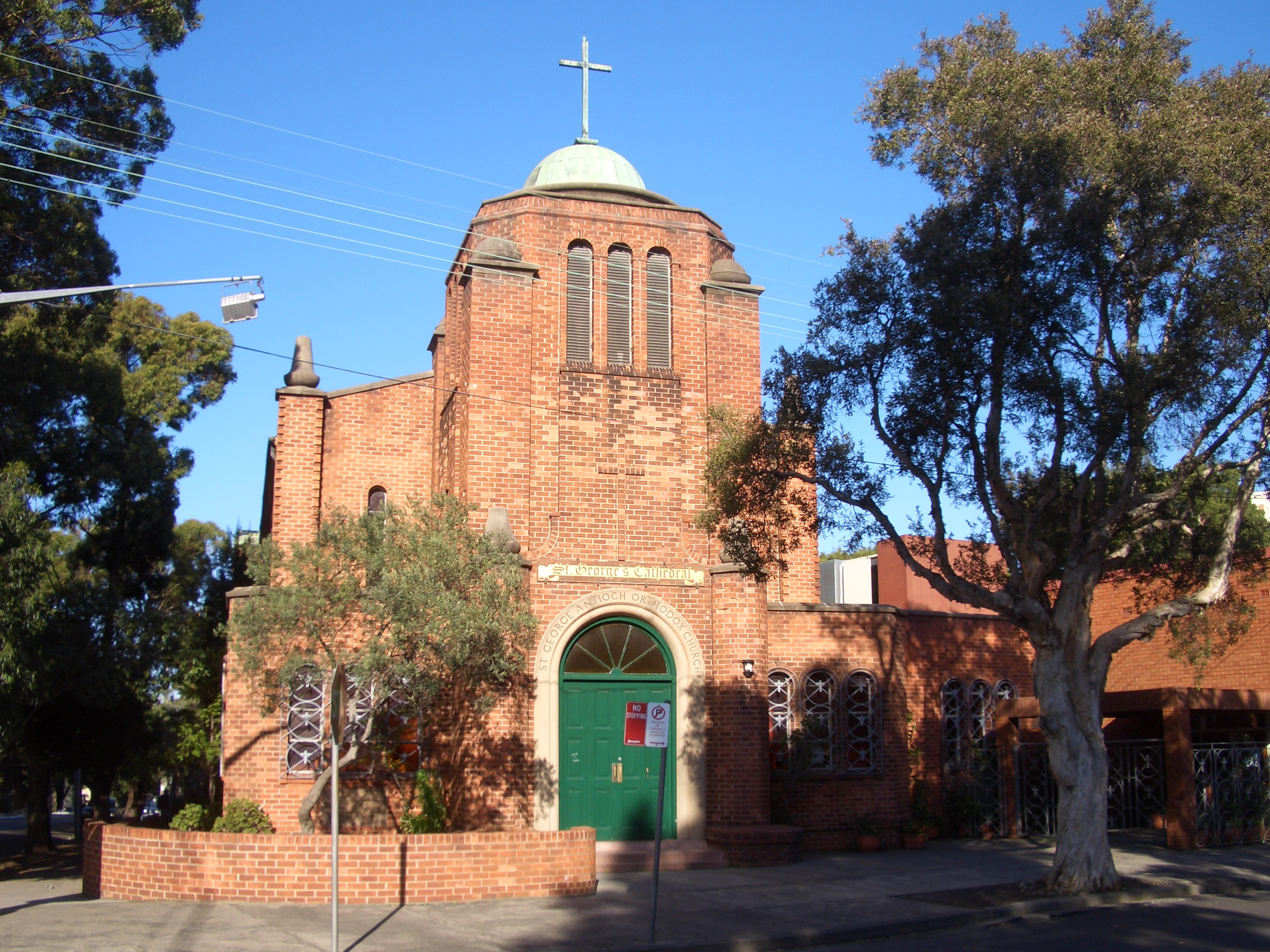
Cathédrale orthodoxe de Saint Georges d'Antioche.

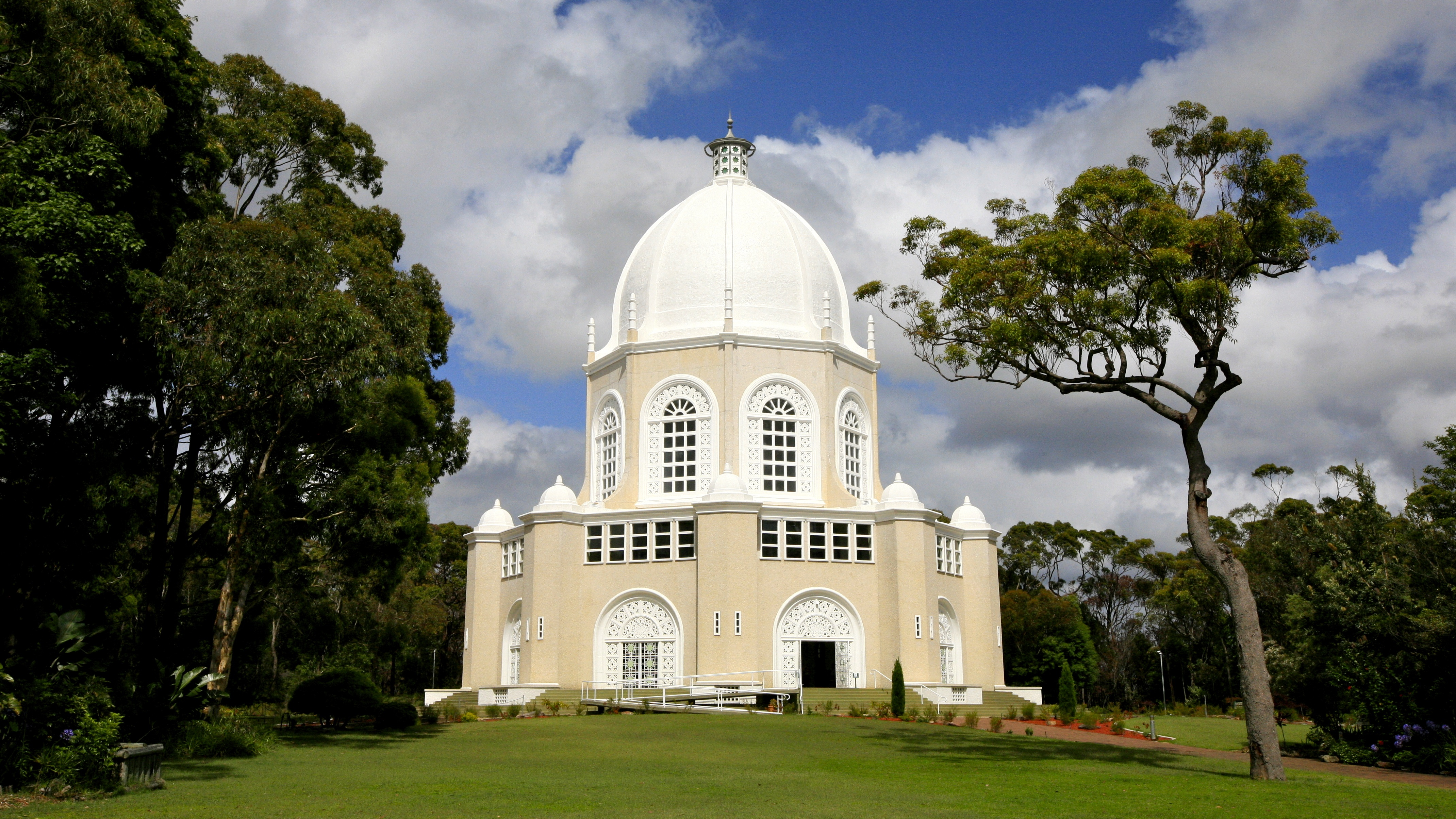
Bahai Temple.
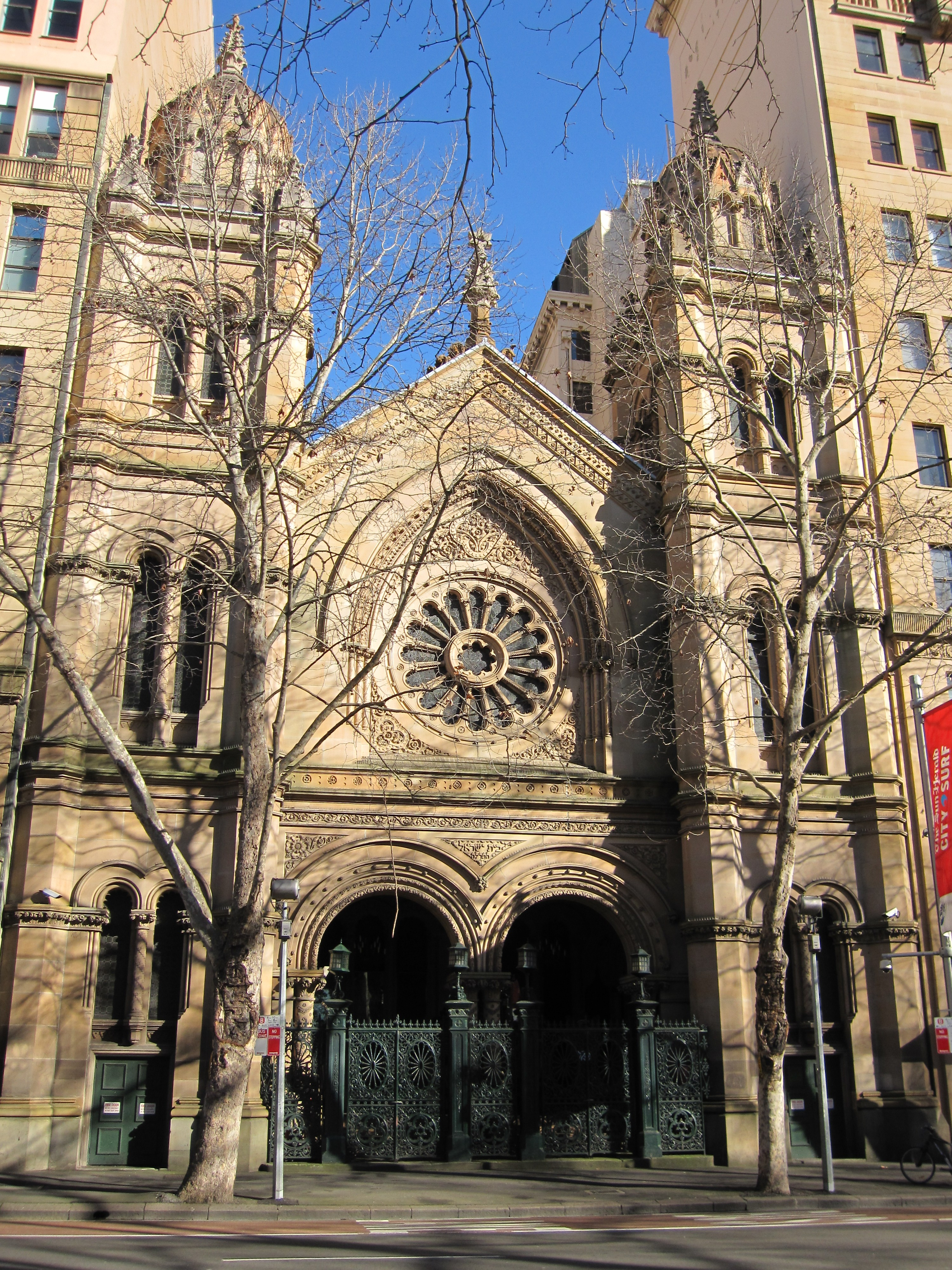
La Grande Synagogue.
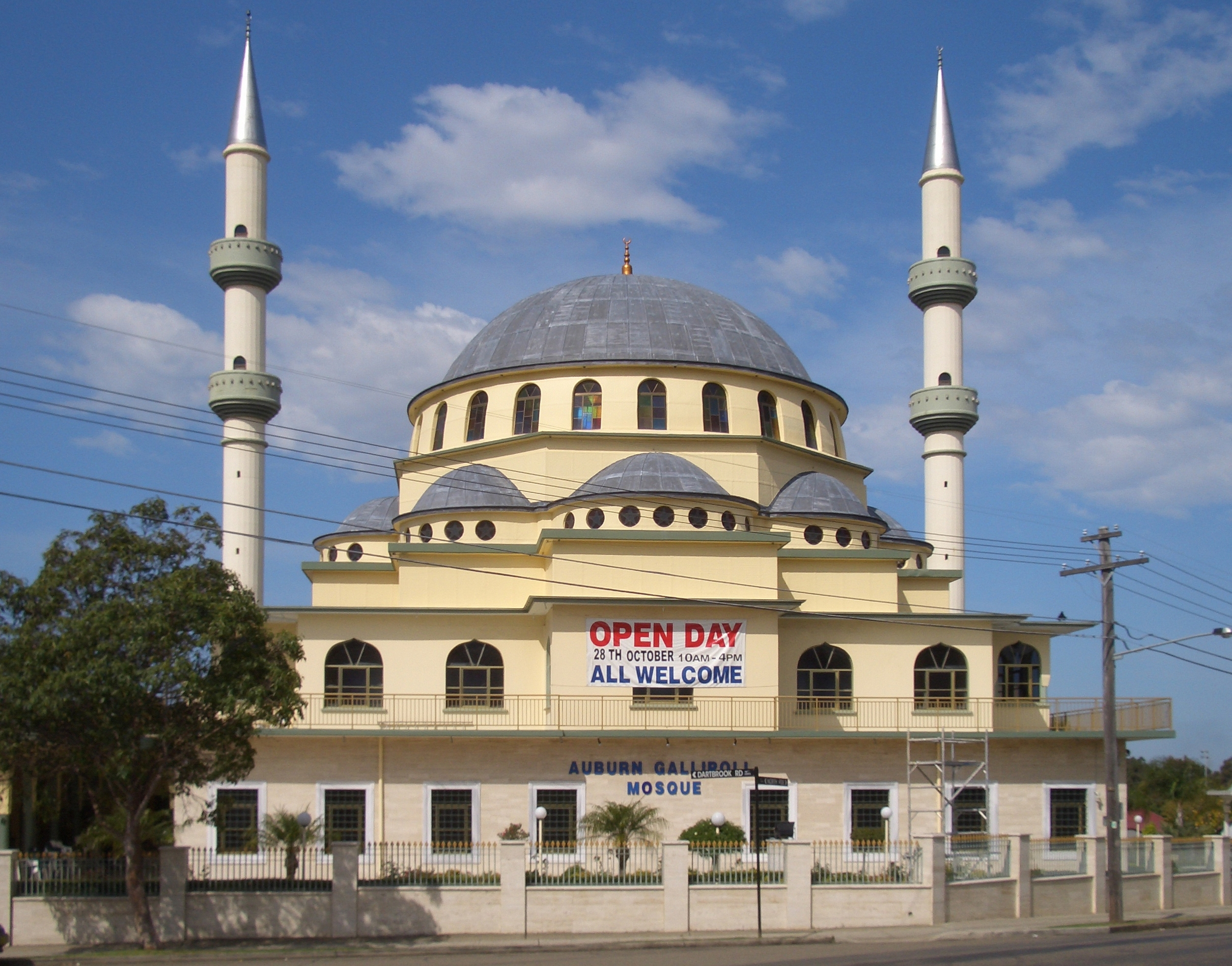
Gallipoli Mosque, Auburn.
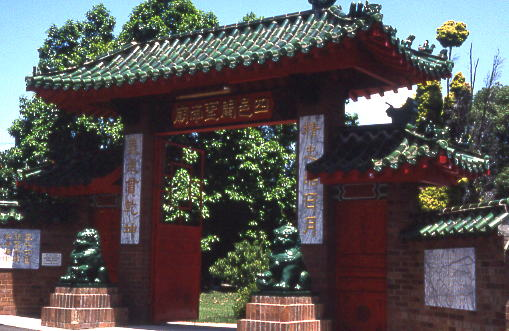
Sze Yup Chinese Temple, Glebe.

### Sport

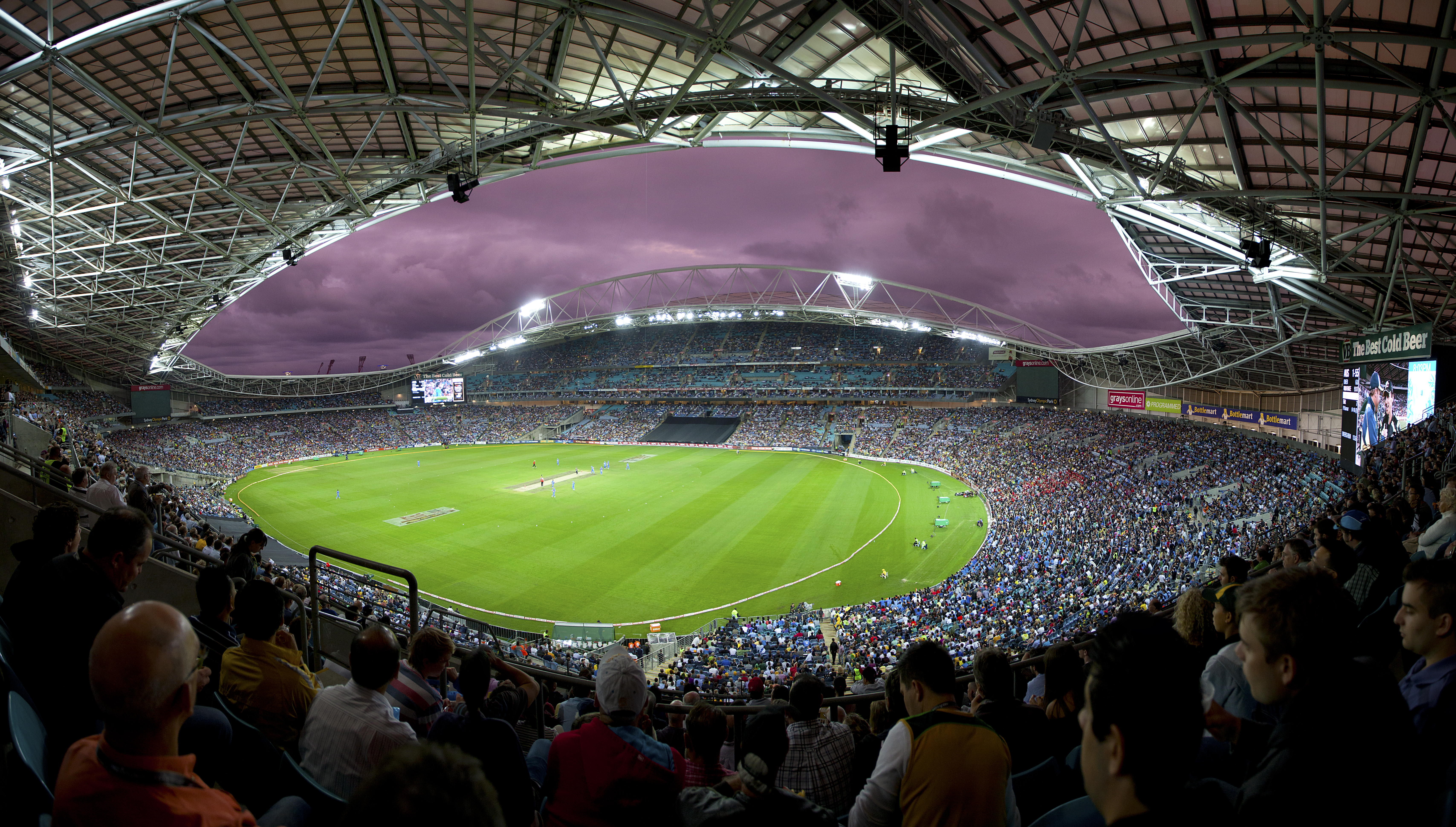
Premier match international de cricket de Stadium Australia. T20, Australie contre Inde, mercredi 1 février 2012.

Les premiers immigrants ont apporté leur passion pour les sports mais ont été restreints par le manque d'installations et d’équipements. Les premiers sports à avoir été organisés étaient la boxe, la lutte ou le catch, puis les courses de chevaux en 1810 dans Hyde Park. Les courses de chevaux étaient populaires à cette époque et des événements étaient créés au Golden Slipper Stakes qui attiraient beaucoup l'attention. Le premier club de cricket a été formé en 1826 et les premiers matchs dans Hyde Park durant les années 1830 et 1840. Le cricket est le sport d'été préféré et de grands matchs sont organisés au Sydney Cricket Ground depuis 1878. L’équipe New South Wales Blues gagne la ligue de Sheffield Shield et l'équipe des Sydney Sixers et Sydney Thunder sont en compétition pour le Twenty20 Big Bash.
Le rugby à 13 est le sport d'hiver majeur.
Le rugby était joué en 1865 comme un sport plus populaire et mieux organisé. Un dixième de la population a assisté au match opposant la Nouvelle-Galles du Sud à la Nouvelle-Zélande en 1907. La ligue de rugby (rugby à 13) s'est séparée en 1908. Depuis 1996, le Waratahs participe au Super Rugby. Les Wallabies ont gagné la Bledisloe Cup, le Rugby Championship et la Coupe du monde du rugby.
Sydney est la ville d'origine de neuf des seize plus grandes équipes de la compétition de la National Rugby League (rugby à 13): les Canterbury-Bankstown Bulldogs, les Cronulla-Sutherland Sharks, les Manly-Warringah Sea Eagles, les Penrith Panthers, les Parramatta Eels, les South Sydney Rabbitohs, les St. George Illawarra Dragons, les Sydney Roosters et les Wests Tigers. L'équipe de la Nouvelle-Galles du Sud est au coude à coude avec l'équipe du Queensland au tournoi annuel State of Origin.
Les équipes Sydney FC et Western Sydney Wanderers sont les équipes de la première ligue d'Australie et organisent régulièrement des matchs contre l’équipe nationale : les Socceros. Un nouveau club de football est né en 2017 et joue en première ligue d'Australie: le Macarthur FC.
Les Sydney Swans et les Greater Western Sydney Giants sont les équipes locales de football australien et jouent dans la ligue de football australien.
Les Sydney Kings gagnent la ligue de basketball nationale et les Sydney Uni Flames gagnent la ligue féminine nationale de basketball.

## Infrastructures

### Santé
Le gouvernement de Nouvelle-Galles du Sud gère 13 hôpitaux publics dans l’agglomération de Sydney. La direction de ces hôpitaux et d'autres installations de santé spécialisées est confiée à quatre services répartis géographiquement sur la totalité de l’agglomération : Sydney-Sud-Ouest (SSWAHS), Sydney-Ouest (SWAHS), Sydney-Nord et Côte centrale (NSCCAHS) et Sydney Sud-Est et Illawarra (SESIAHS). Il existe également un certain nombre d'hôpitaux privés dans la ville, dont beaucoup sont affiliés à des organismes religieux.

### Transport

#### Transport aérien

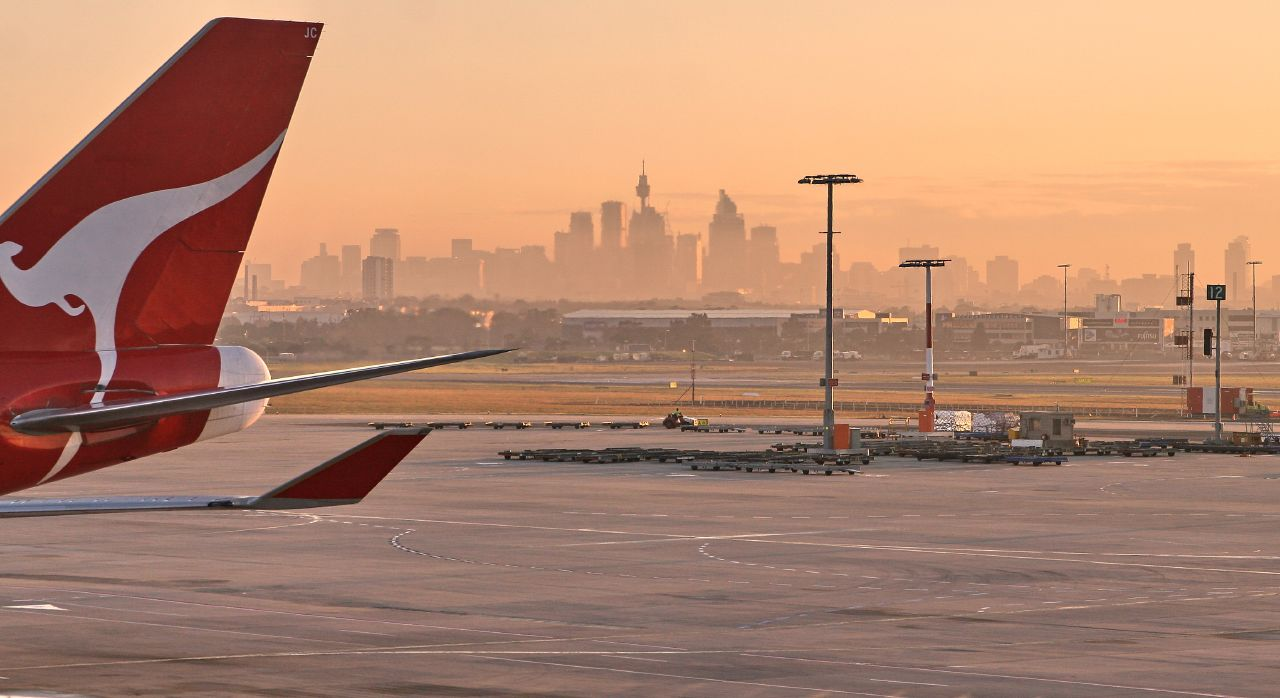
L'aéroport international Kingsford Smith, avec un appareil de Qantas au premier plan.

L'aéroport international Kingsford Smith, situé dans la banlieue de Mascot, sur Botany Bay, est le principal aéroport d'Océanie, accueillant le trafic aérien international à Sydney.
L'éventualité d'un second aéroport international à Sydney a constitué la source de nombreuses polémiques dans les années 2000. Une étude de 2003 a constaté que Kingsford Smith pouvait rester l'unique aéroport international de Sydney pendant encore vingt ans en dépit d'une hausse significative du trafic, bien que son expansion mènera à un impact substantiel sur les communautés alentours, notamment par le bruit qui gêne déjà les résidents. Des terrains sont ainsi acquis à Badgerys Creek pour un second aéroport international, le Western Sydney Airport, dont la construction, finalement lancée en 2018, est en cours. L'ouverture du nouvel aéroport est prévue pour 2026.
L'aéroport de Bankstown, plus petit, sert principalement à l'aviation privée. Il y a également des terrains d'aviation légère à Hoxton Park et Camden. La base aérienne de la Royal Australian Air Force de Richmond se trouve au nord-ouest de la ville.

#### Transport en commun

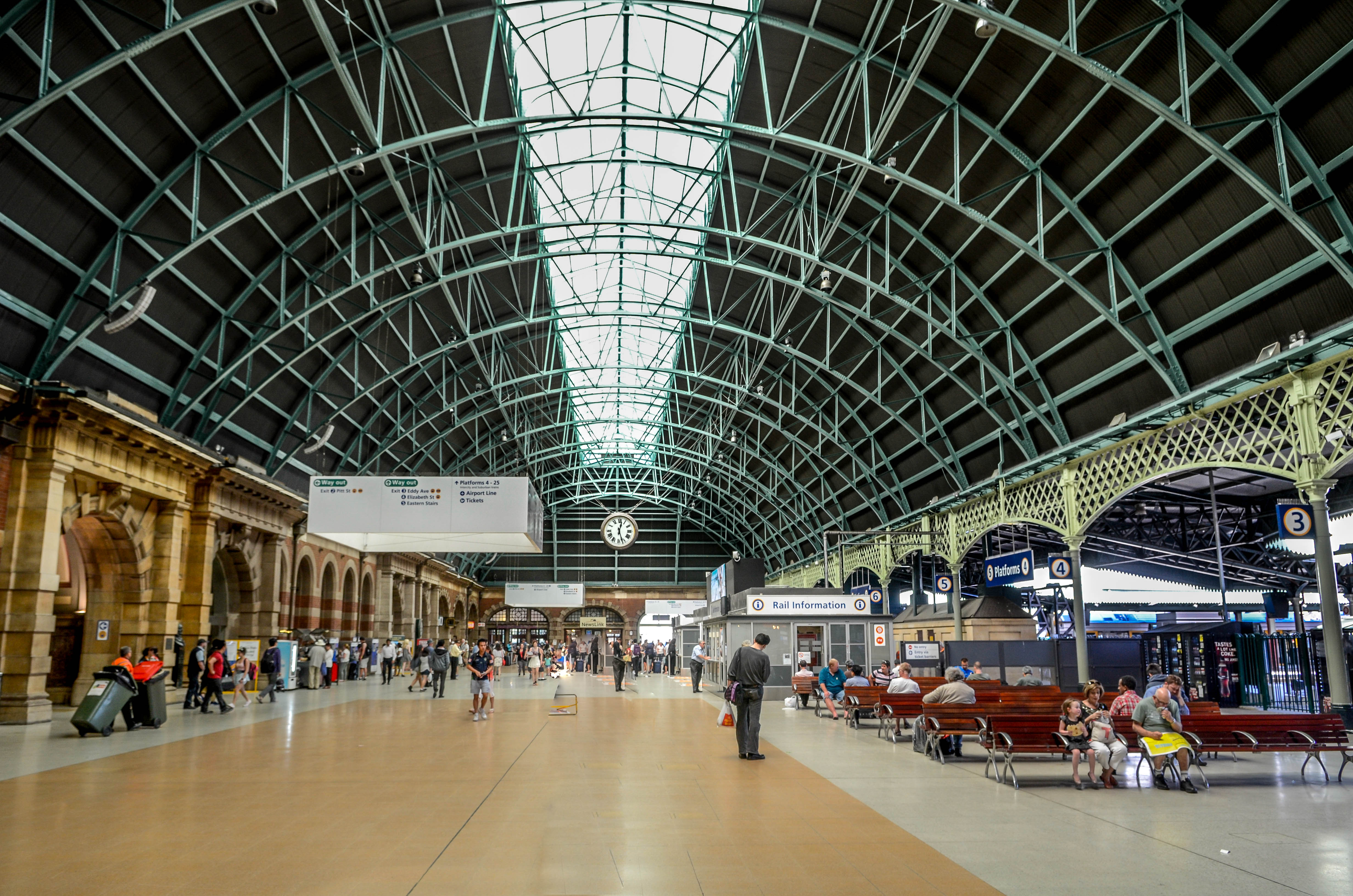
Salle des pas perdus de la gare centrale de Sydney.

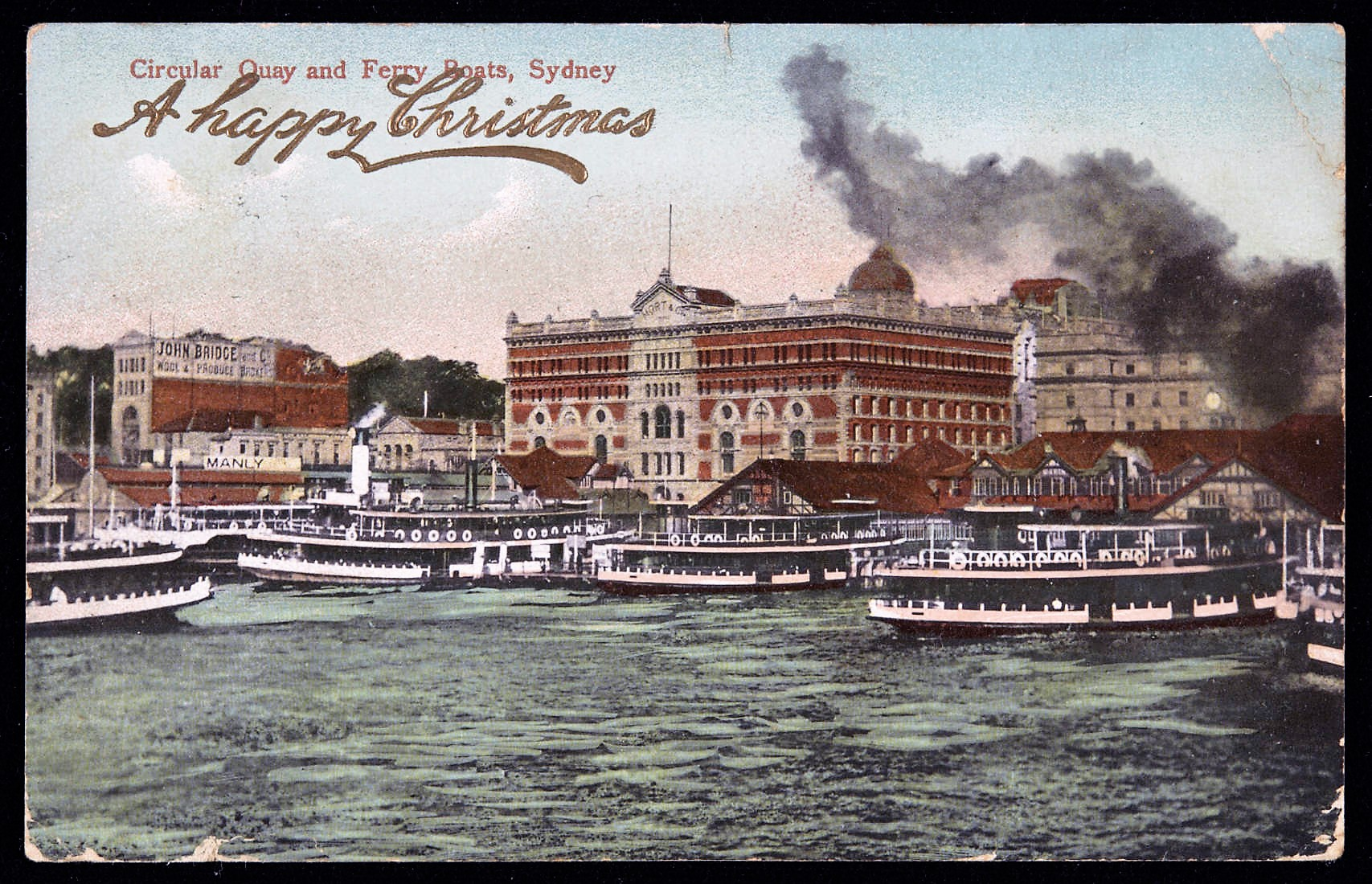
Ferrys à Circular Quay au début du XXe siècle.

Les Sydnéens utilisent largement les transports en communs, la métropole mettant à disposition une large gamme de transports. La ville possède la plus grande gare ferroviaire d'Australie, la gare centrale de Sydney, terminus de liaisons ferroviaires urbaines, régionales et nationales. Elle enregistre plus de 45 millions de passagers en 2023.
Les trains à Sydney sont exploités par Sydney Trains (successeur de CityRail en 2013, tandis que les services régionaux, notamment vers Melbourne et Brisbane, sont transférés de CountryLink à NSW TrainLink), une entreprise publique de l'État de Nouvelle-Galles du Sud. Les trains fonctionnent comme un réseau de banlieue et convergent vers une boucle souterraine (le City Circle) passant sous le centre d'affaires. En 2005, CityRail a introduit un nouvel horaire et embauché plus de conducteurs pour améliorer son service. Un grand projet d'infrastructure, nommé « Clearways », estimé à 1,5 milliard de dollars, a permis entre 2004 et 2014 de simplifier la circulation des trains et d'éviter les retards qui affectaient le réseau de manière intempestive.
Jusqu'à sa fermeture dans les années 1950, Sydney disposait d'un réseau de tramways étendu. Le lancement du métro léger de Sydney, qui compte 4 lignes et une cinquantaine de stations depuis 2024, a notamment permis de désengorger le centre d'affaires. Une cinquième ligne, dans l'ouest de la métropole, à l'instar de la quatrième, devrait être mise en chantier en 2025. Le métro de Sydney, sans conducteur, ouvert en 2019, passe par certaines gares auparavant desservies par les trains et devrait ainsi permettre des liaisons plus rapides. Deux nouvelles lignes de métro sont actuellement en construction. L'efficacité de ces deux moyens de transports a permis leur popularité grandissante auprès des usagers.
La majeure partie de la zone urbaine est desservie par des bus, qui suivent souvent les anciens trajets des tramways. En banlieue, le service est assuré par de nombreuses compagnies privées. La construction d'un réseau de bus rapides dans les zones précédemment mal desservies a commencé en 1999 ; la première de ces lignes, qui relie Liverpool à Parramatta, a ouvert en 2003. En outre, Sydney Ferries gère les dix lignes de ferry, utilisées tant par les habitants de Sydney que par les touristes, dans la baie de Sydney et sur la rivière Parramatta.

### Parcs nationaux
Les nombreux parcs nationaux présents sur l'agglomération de Sydney, à environ trente kilomètres du centre de la ville, forment une ceinture verte autour de la métropole, adaptée à des sorties quotidiennes.
- Le Sydney Harbour National Park encercle l'entrée du port vers l'océan Pacifique. On peut accéder à la partie nord de ce parc par Manly tandis que le sud est accessible par Watson Bay. Le plus spectaculaire pour se rendre dans une de ces deux banlieues est de prendre le ferry depuis Circular Quay en centre-ville. Le coucher de soleil est particulièrement intéressant à voir depuis la partie sud.
- Le Botany Bay National Park se trouve dans une situation similaire à l'entrée de la baie de Botany, où James Cook fut le premier Européen à toucher la terre australienne. Le randonneur peut retrouver ici une côte rocheuse très sauvage.
- le Park National Royal au sud,
- le Parc national Ku-ring-gai Chase au nord,
- le Blue Mountains National Park à l'ouest.

### Plages
La célèbre plage de Bondi, située à l'est de la ville et à sept kilomètres du centre-ville, est facile d'accès par le train ou d'autres transports en commun. Elle est surtout réputée pour son sable fin et ses rouleaux, d'où la possibilité d'y faire du surf.

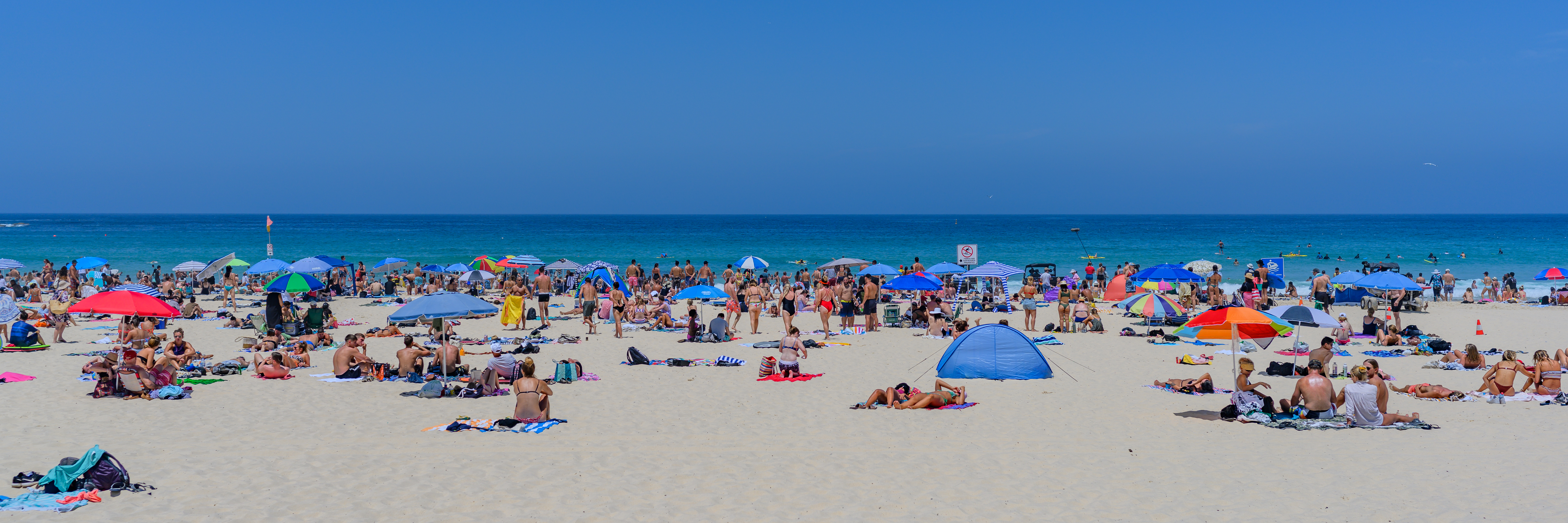
La plage de Bondi en décembre.

Sur les plages, les jeunes Australiens pratiquent le skimboard. Chaque année, lors du carnaval du surf, on y rend hommage aux nageurs-sauveteurs, qui font alors la démonstration de leurs techniques.
Des cabines colorées comme celles de Brighton Beach ont été importées entre la fin du XIXe siècle et le début du XXe siècle afin de permettre aux femmes de se changer en toute discrétion. Jusqu'alors, toute une réglementation visait à lutter contre l'« indécence » des baigneurs.

### Musées

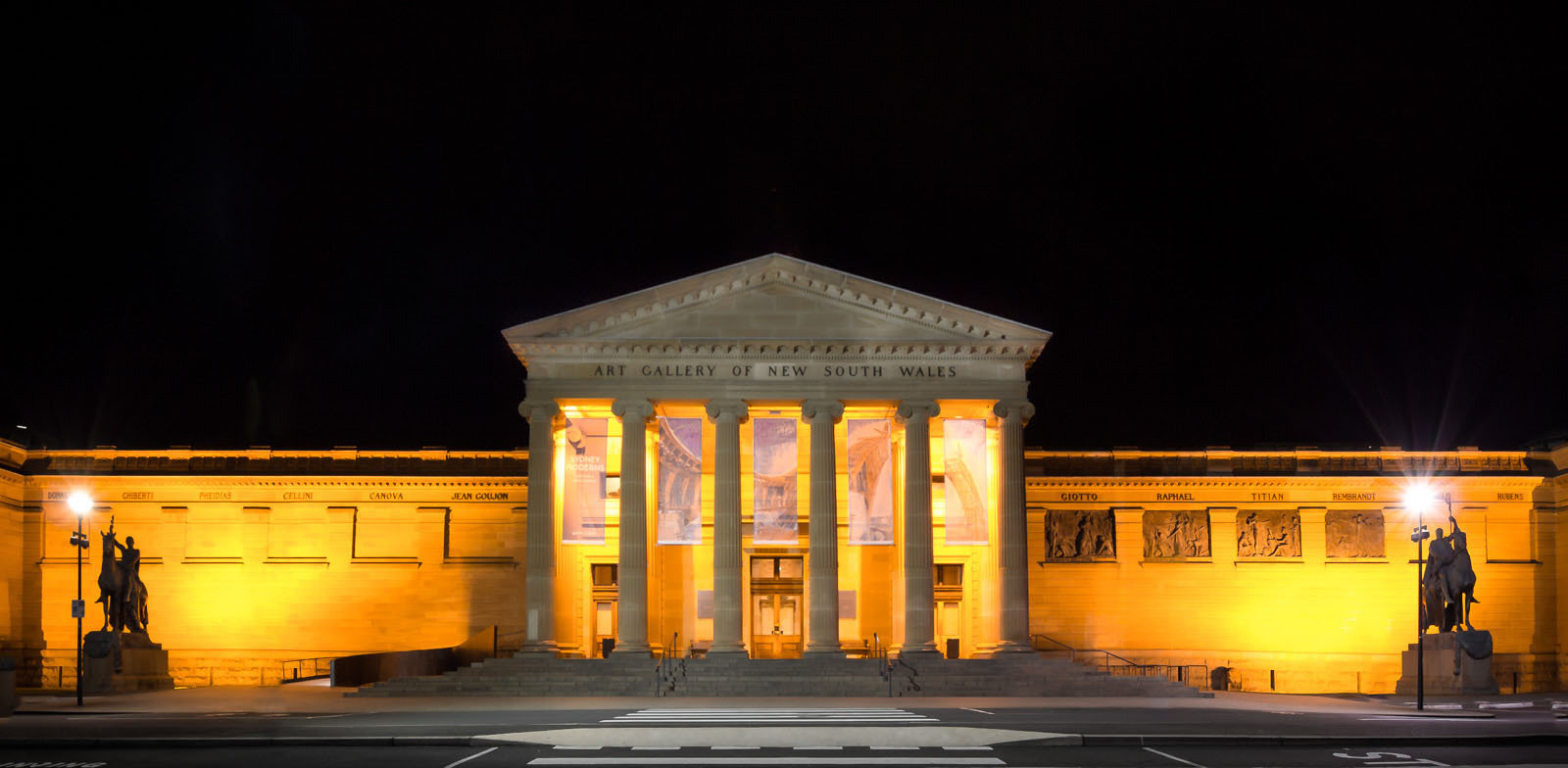
Galerie d'Art de Nouvelle-Galles du Sud.

- Art Gallery of New South Wales (Galerie d'Art de Nouvelle-Galles du Sud).
- National Maritime Museum, situé à Darling Harbourg, à côté du Pyrmont Bridge.
- Australian Museum.
- Sydney Jewish Museum.
- Museum of Sydney.
- Justice and Police Museum.
- Susannah place Museum.
- Toy Museum.
- Museum of Contempory Art.
- HydePark Barracks Museum.
- The Powerhouse Museum[26] de Sydney.

### Immeubles

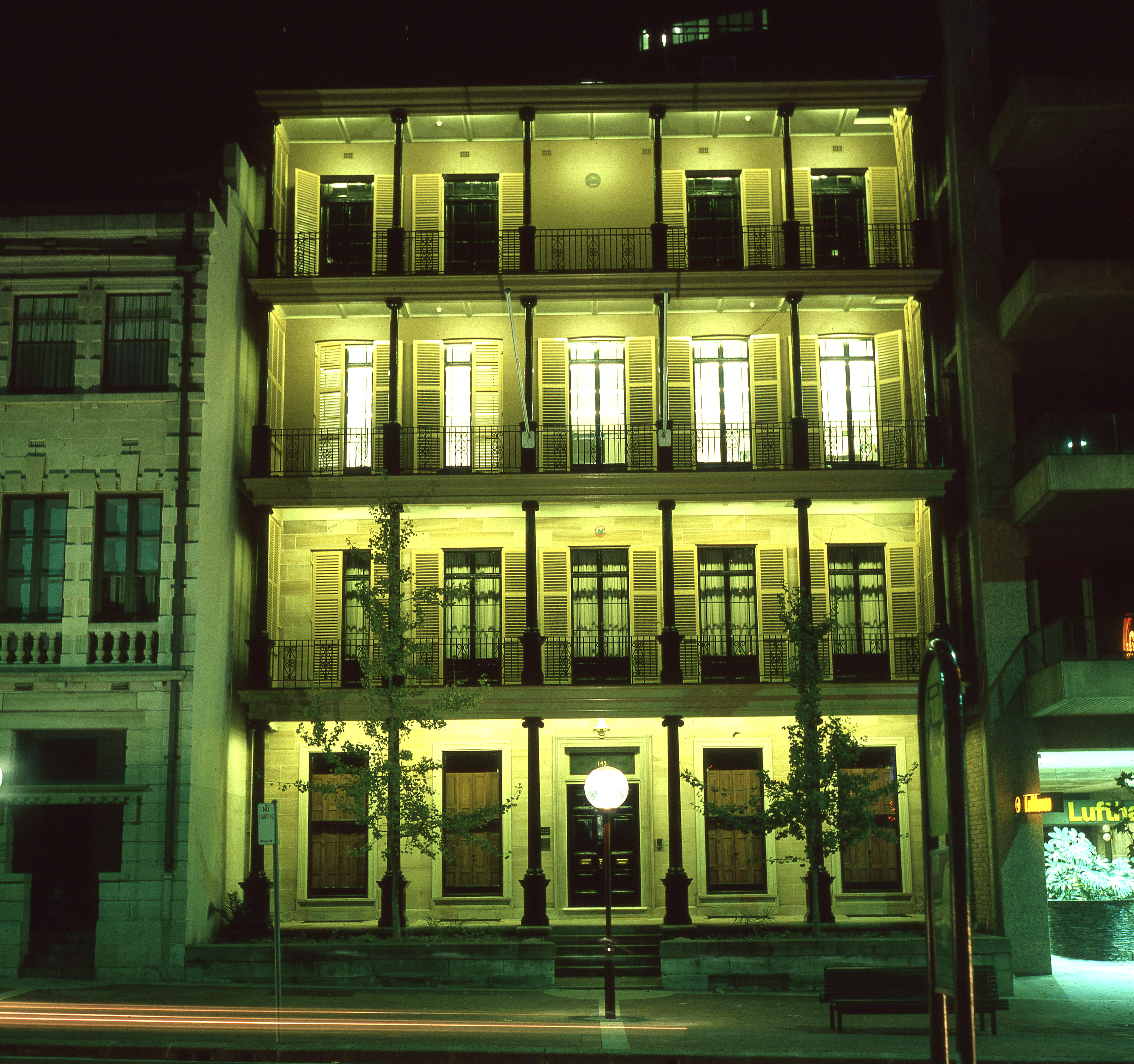
Macquarie Street.

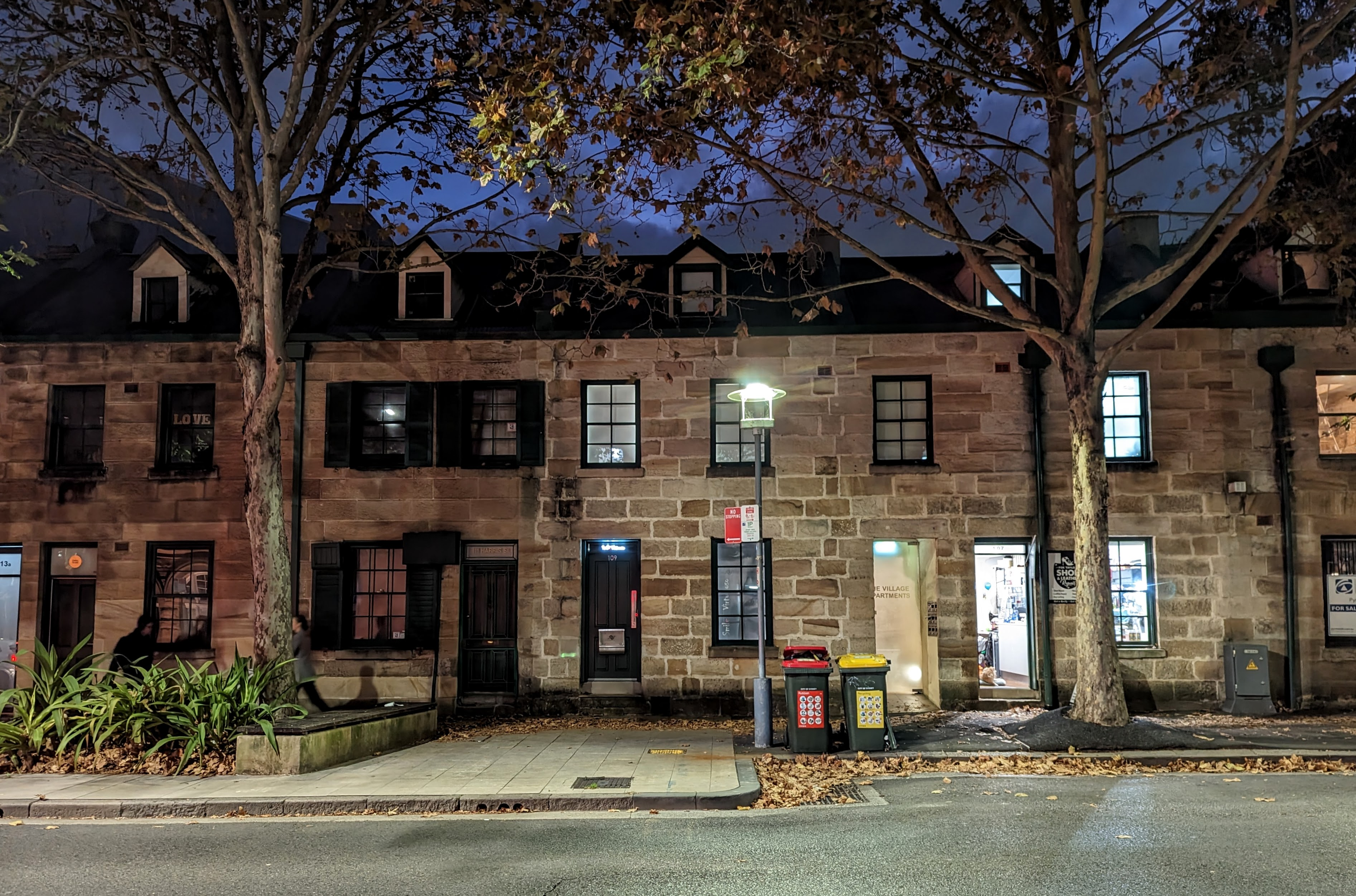
Harris Street.

- Australia Square Tower
- Patrimoine architectural :

## Personnalités
- Alice Ross-King (1887-1968) infirmière australienne.
- Anthony Albanese (1963-), représentant de la circonscription de Grayndler depuis 1996, Premier ministre depuis 2022)
- Carl Berendsen (1890-1973), homme d'État et diplomate néo-zélandais, né à Sydney
- Alycia Debnam-Carey (1993-) : actrice.
- Angus Young (1955-) : guitariste solo de AC/DC, né à Glasgow au Royaume-Uni.
- Bang Chan (1997-) : Chanteur, rappeur, auteur-compositeur Coréen-Australien du boys-band Sud-Coréen Stray Kids
- Betty Stockfeld (1905-1966) : actrice britannique.
- Brett Emerton (1979-) : footballeur.
- Bruce Beresford (1940-) : réalisateur.
- Callan McAuliffe (1995-) : acteur australien
- Chad Peralta (1985-): chanteur et acteur philippin.
- Claudia Black (1972-) : actrice.
- Danny Vukovic (1985-) : footballeur.
- Eleanor Dark (1901-1985) : femme de lettres.
- Elle MacPherson (1964-) : actrice et mannequin.
- Lee Felix (2000-) : Rappeur, danseur secondaire et visuel du boys-band Sud-Coréen Stray Kids
- Georgina Long (née en 1970), oncologue.
- Harry Kewell (1978-) : footballeur.
- Hugh Jackman (1968-) : acteur.
- Ian Thorpe (1982-) : nageur.
- Iggy Azalea (1990-) : autrice-compositrice et rappeuse.
- Indiana Evans (1990-) : actrice.
- Jai Courtney (1986-) : acteur.
- Jason Gillespie (1975-) : joueur de cricket.
- Johnny Jones (pionnier) (1809-1869) : baleinier, pionnier de l'Otago (NZ)
- Jordan Rodrigues (1992-) : acteur.
- Josef Salvat (1988-) : chanteur.
- James Leslie « Les » McMahon (1930-2015), homme politique australien.
- Lucas Neill (1978-) : footballeur.
- Maia Mitchell (1993-) : actrice.
- Malcolm Young (1953-2017): guitariste rythmique de AC/DC, né à Glasgow au Royaume-Uni.
- Mark Schwarzer (1972-) : footballeur.
- Mark Raymond Speakman, homme politique australien.
- Matt Giteau (1982-) : rugbyman.
- Michael Hutchence (1960-1997) : chanteur.
- Miranda Kerr (1983-) : mannequin.
- Natalie Imbruglia (1975-) : actrice et musicienne.
- Nathaniel Buzolic (1983-) : acteur.
- Nicolas Bochsa (1789-1856) : l'un des plus grands[Pour qui ?] harpistes français du XIXe siècle.
- Nicole Kidman (1967-) : actrice.
- Peter Garrett (1953-) : chanteur de Midnight Oil, député travailliste en 2004, puis ministre de l'environnement en 2007 et ministre de l'éducation en 2010.
- Phoebe Tonkin (1989-) : actrice et mannequin.
- Poppy Montgomery (1972-) : actrice.
- Rebel Wilson (1980-) : actrice.
- Rose Byrne (1979-) : actrice
- Sally Pearson (1986-) : athlète et championne olympique du 100 m haies en 2011 et 2012.
- Sanu Sharma : romancière, nouvelliste et poète.
- Steve Keen (1953-) : économiste.
- Tim Cahill (1979-) : footballeur.
- Toni Collette (1972-) : actrice.
- Les membres du groupe 5 Seconds of Summer.

## Galerie de photographies

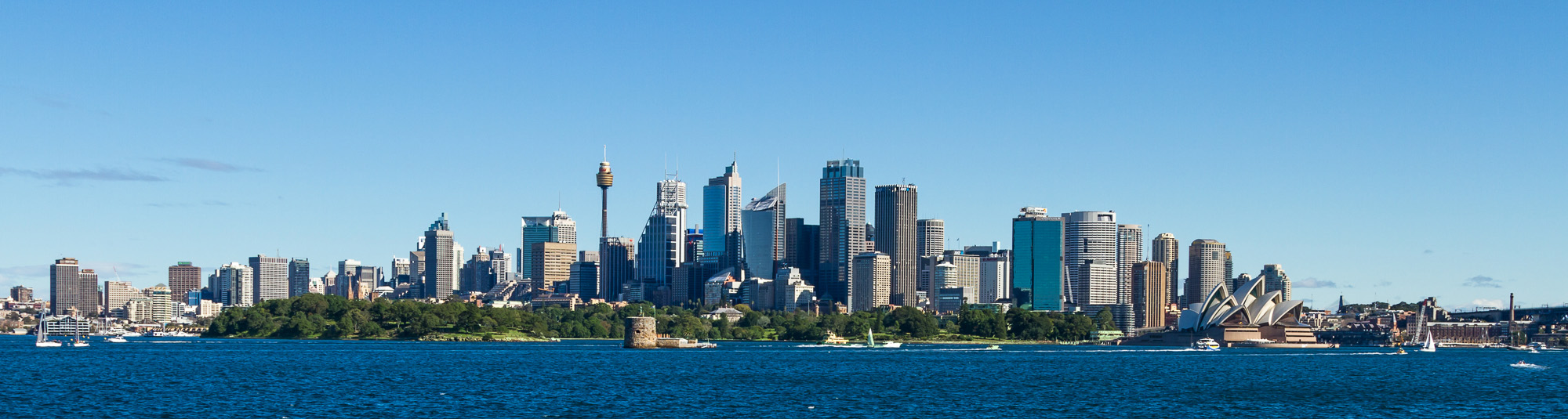
Le centre-ville de Sydney.

Un panorama nocturne de Sydney Harbour, avec l’opéra de Sydney sur la gauche, le quartier des affaires au centre et l'Harbour Bridge sur la droite.

Baie de Sydney vue du Harbour Bridge.

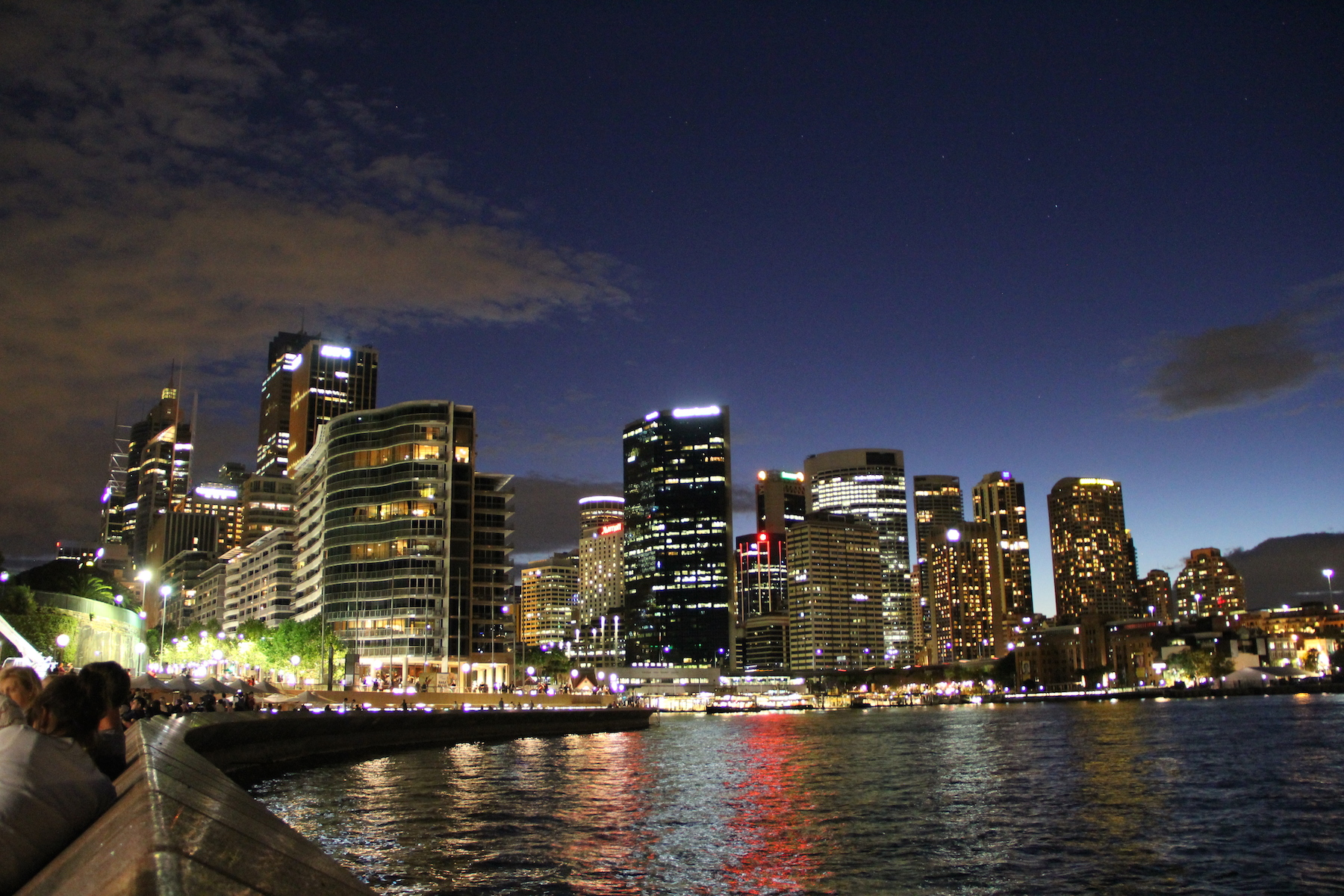
Le centre des affaires vu de l'Opéra.
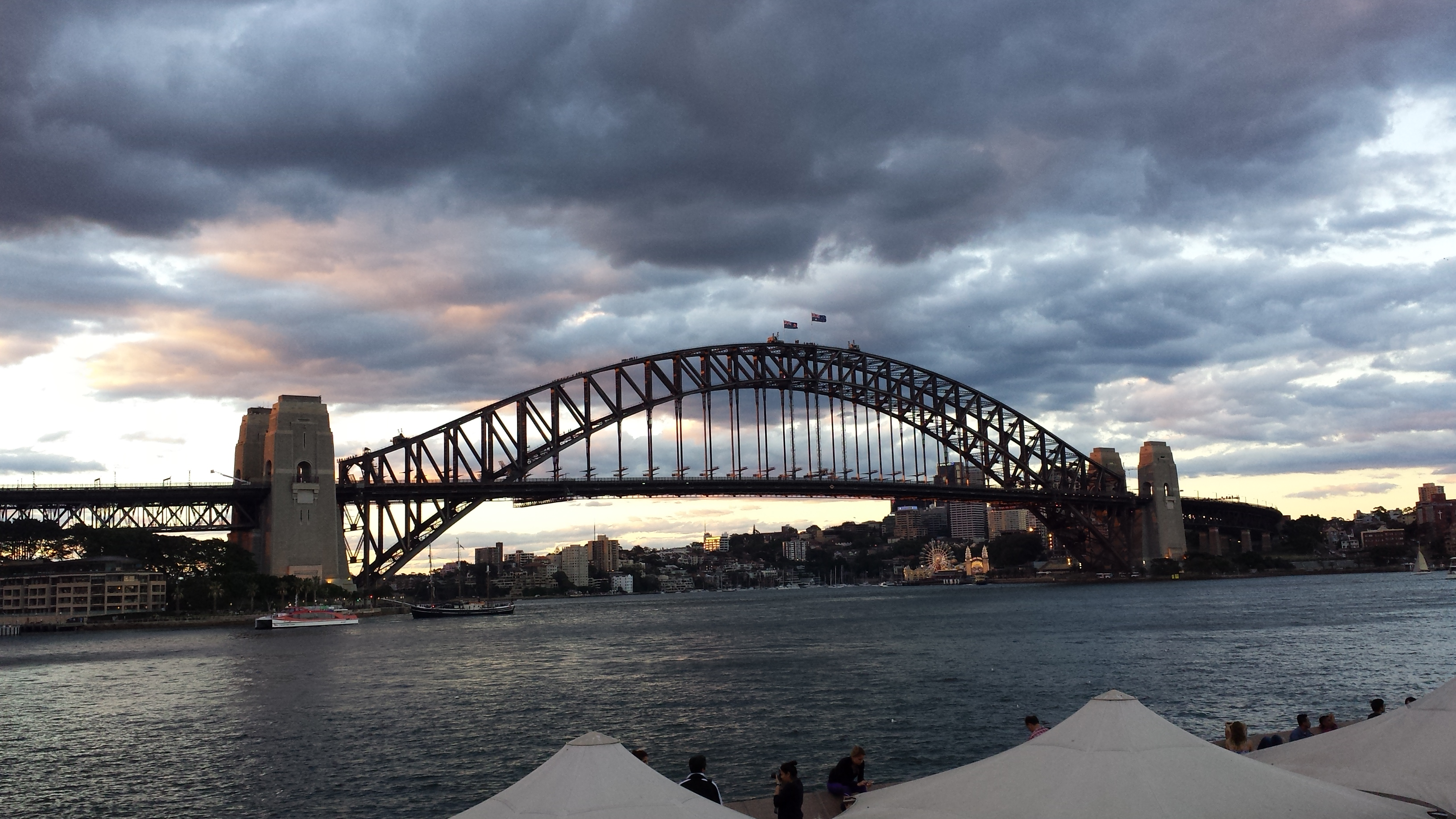
Le Harbour Bridge vu de l'Opéra.
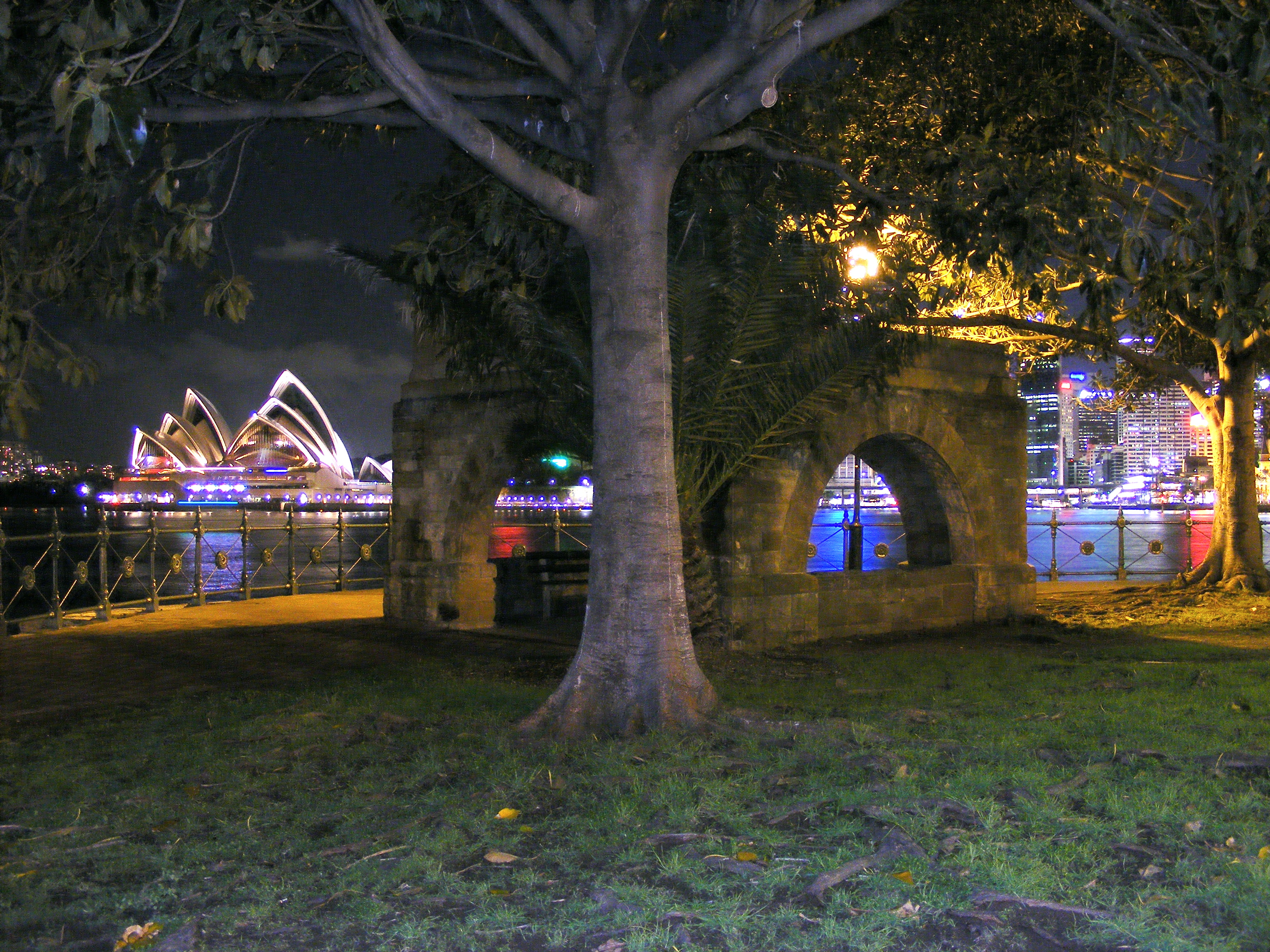
Opéra de Sydney depuis la partie nord de la ville
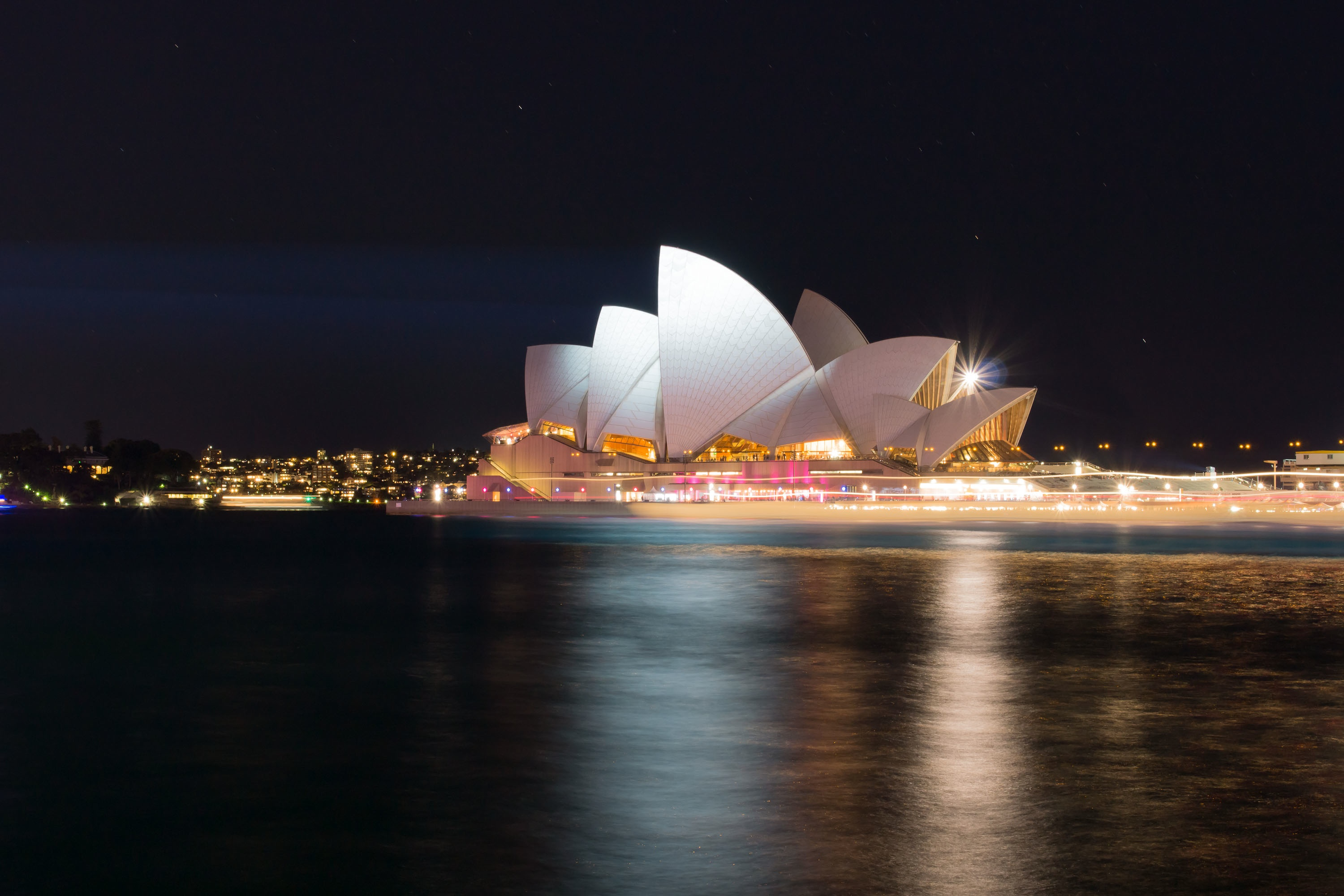
Opéra de Sydney, Vivid Sydney 2012.
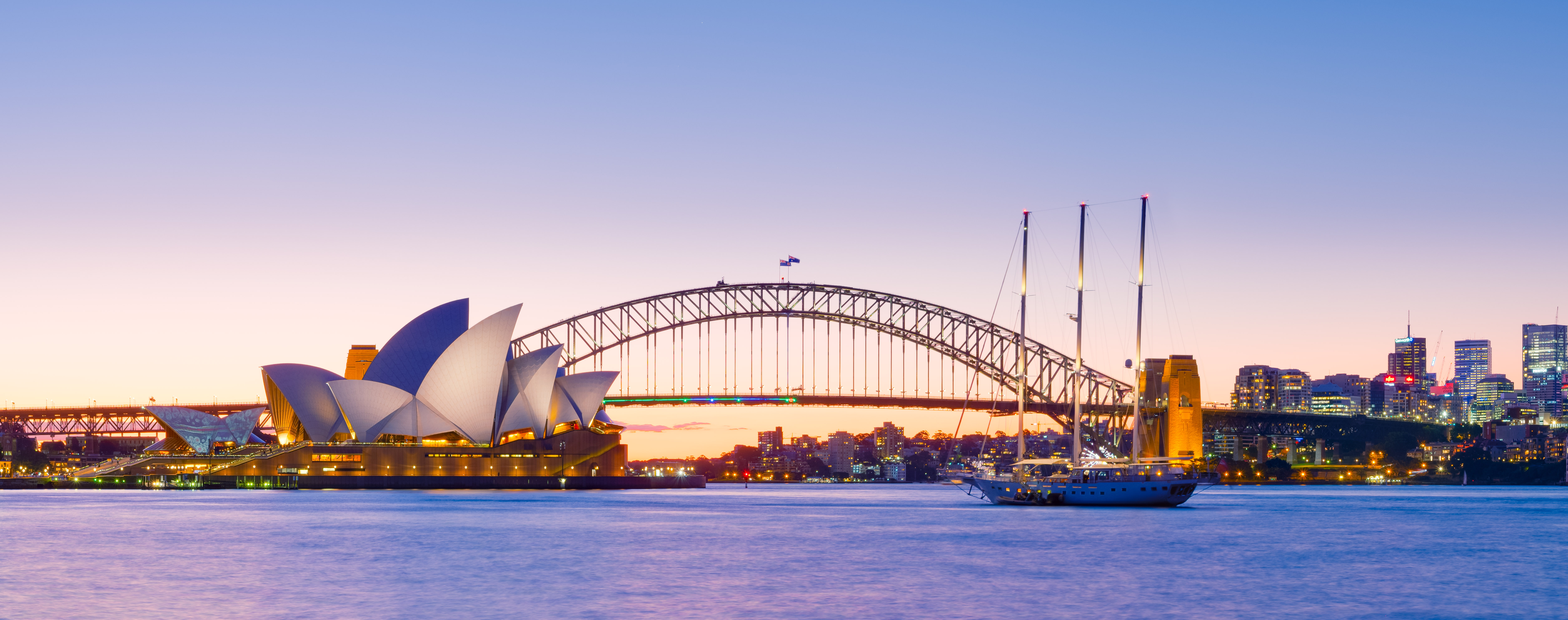
L'opéra de Sydney et le Harbour Bridge. Juin 2019.

## Jumelages et partenariats
- Nagoya (Japon) depuis le 16 septembre 1980.
- Paris (France) depuis 1998.
- San Francisco (États-Unis).
- Chicago (États-Unis).
- Montréal (Canada).
- Winnipeg (Canada) depuis le 23 avril 2011.
- Munich (Allemagne) depuis 2014.
- Rio de Janeiro (Brésil).